# Мон-Сен-Мішель
Мон-Сен-Міше́ль (фр. Le Mont-Saint-Michel, тобто Гора Святого Михайла) — муніципалітет у Франції, у регіоні Нормандія, департамент Манш. Населення — 25 осіб (01.01.2021).
Муніципалітет розміщений на відстані близько 290 км на захід від Парижа, 105 км на південний захід від Кана, 65 км на південний захід від Сен-Ло.
Назва департаменту походить від скелястого острова, названого на честь Архангела Михаїла, на якому розміщене абатство Мон-Сен-Мішель. Архітектурний комплекс та унікальна природа роблять Мон-Сен-Мішель найбільш відвідуваним туристичним місцем у Нормандії. Затока та острів із замком Мон-Сен-Мішель — внесені до списку об'єктів Всесвітньої спадщини ЮНЕСКО.

## Опис і розміщення
Острів Мон-Сен-Мішель розміщений у Нормандії, департамент Манш.
Комплекс знаходиться на острові-скелі, що височіє над середнім рівнем моря на 78,8 м, і різко виділяється на тлі навколишнього простору бухти і плоского берега. Скеля має форму гранітного конуса, периметр якого становить 1 км, утвореного зі стійких до вивітрювання магматичних порід — лейкогранітів. Вік порід — пізній протерозой, бріоверійський ярус.

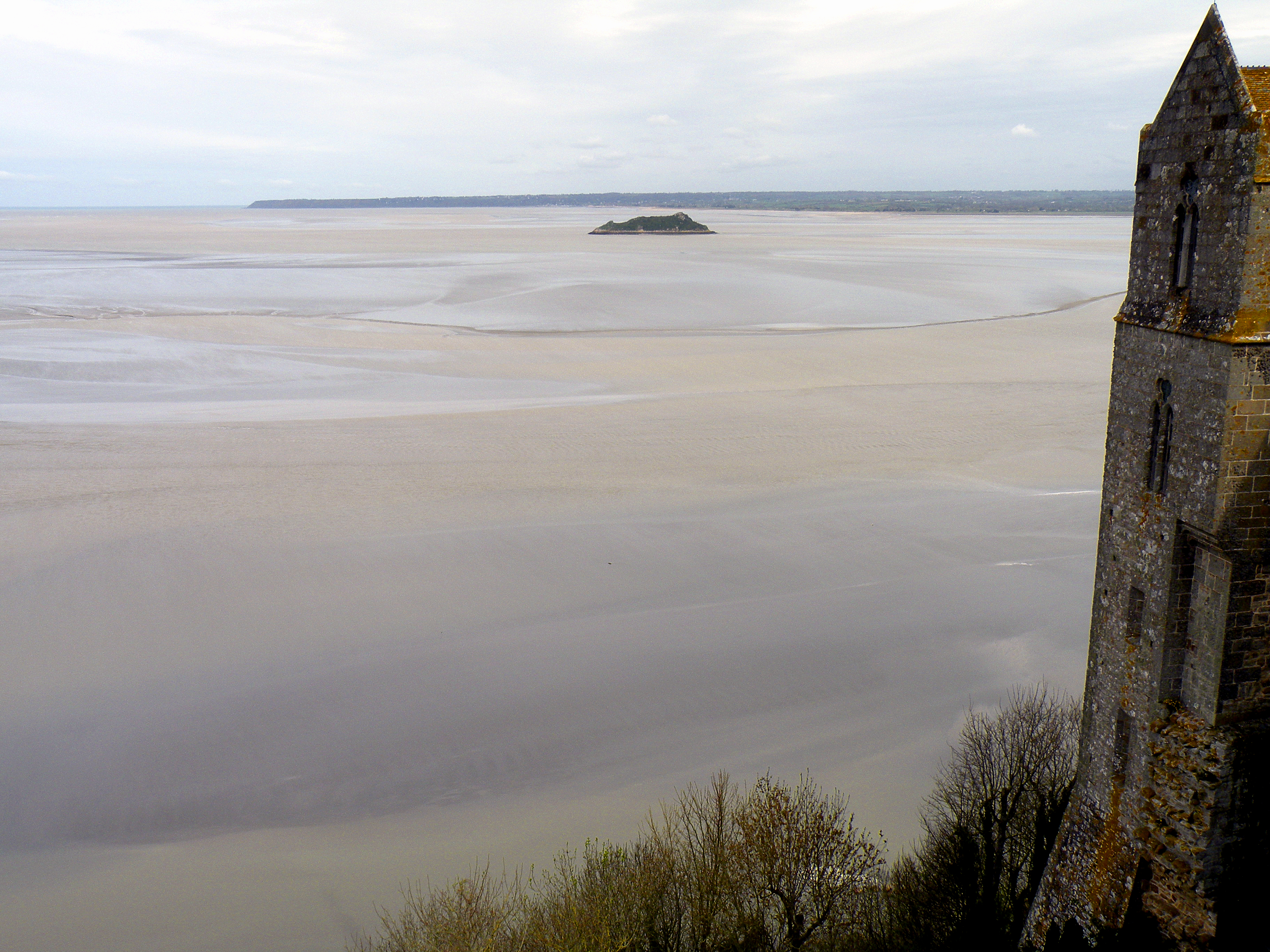
Острів Томблен і бухта

Двічі за місячну добу (через 24 години 50 хвилин) у бухті відбуваються припливи і відпливи, найбільші на узбережжі Європи, і другі за амплітудою (після затоки Фанді) на всій земній кулі. У період сизигійних припливів (у дні осіннього та весняного рівнодення, на другий чи третій день після нового або повного місяця) вода тримається 8 годин взимку і 9 годин влітку. Вода може відходити від острова Сен-Мішель на 18 км, і поширюватися на 20 км вглиб узбережжя.

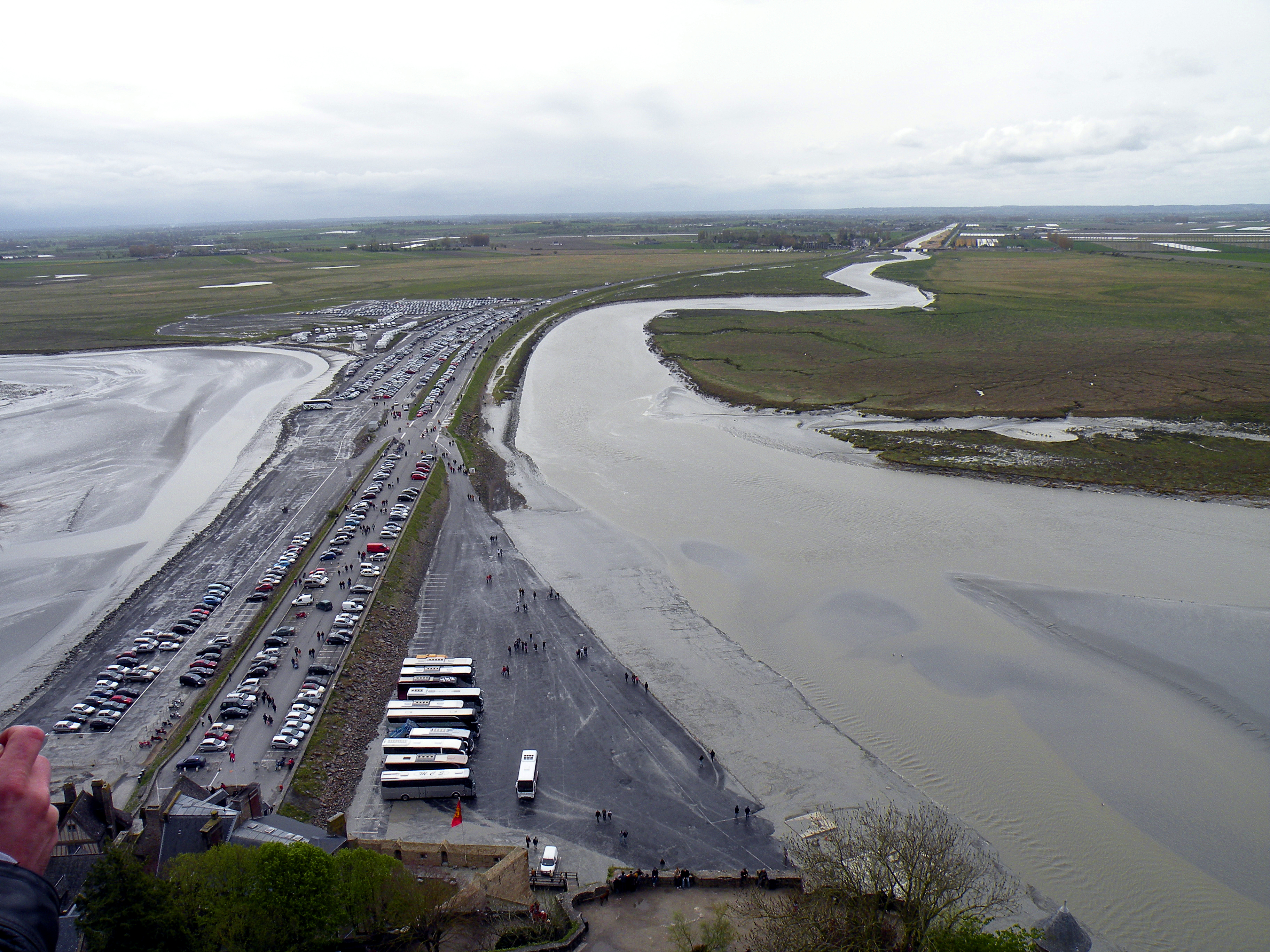
Дамба

Існуюче порівняння швидкості припливу на Мон-Сен-Мішель зі швидкістю галопуючого коня перебільшує швидкість припливу. Максимально можлива швидкість припливу в районі Мон-Сен-Мішель — 6,12 кілометрів на годину, тоді як кінь у галопі рухається швидше (середня швидкість галопу 21 км/год, максимальна — 60 км/год).
Найбільша в Європі висота припливу (до 14 метрів), висока швидкість припливної хвилі і хиткі піски дна, спільно з крутизною скелі протягом століть створювали сприятливі умови для усамітнення і його захисту від нападу ворогів. Спочатку гора знаходилася на суші, оточена лісами, і була місцем проживання племен кельтів, на якій друїди здійснювали свої обряди. Потім, в результаті ерозії ґрунту, викликаної діяльністю моря та трьох впадаючих у нього річок, море наступило на сушу. Одна з річок — Куенон, що впадає в море біля самої дамби, — являє собою тепер адміністративний кордон між Нормандією і Бретанню. В даний час водний режим бухти викликає серйозні проблеми, внаслідок ускладнення екологічної обстановки, й ухвалено рішення знищити дамбу і замінити її мостом.

## Історія
До будівництва першої культової споруди в VIII столітті острів мав назву Могильна Гора (фр. Mont Tombe). Згідно з «Золотою легендою», в 708 році тут Архангел Михаїл дав єпископу Авранша Святому Оберу завдання побудувати на скелі церкву. Тричі довелося з'являтися вартовому райських воріт до єпископа, оскільки той не був упевнений, чи правильно він тлумачив знамення. І тільки після того, як за однією версією архангел Михаїл постукав йому по голові перстом, а за іншою пропалив єпископу мечем рясу — Обер наказав ченцям почати будівництво. Культ св. Михаїла виник в Італії у V столітті, де святий вперше з'явився в печері в горах Монте-Гаргано біля сучасного міста Монте-Сант'Анджело. За переказами Обер послав до Італії послів, щоб придбати священні предмети для нової церкви. Повернувшись, посли виявили, що море відокремило гору від суші.

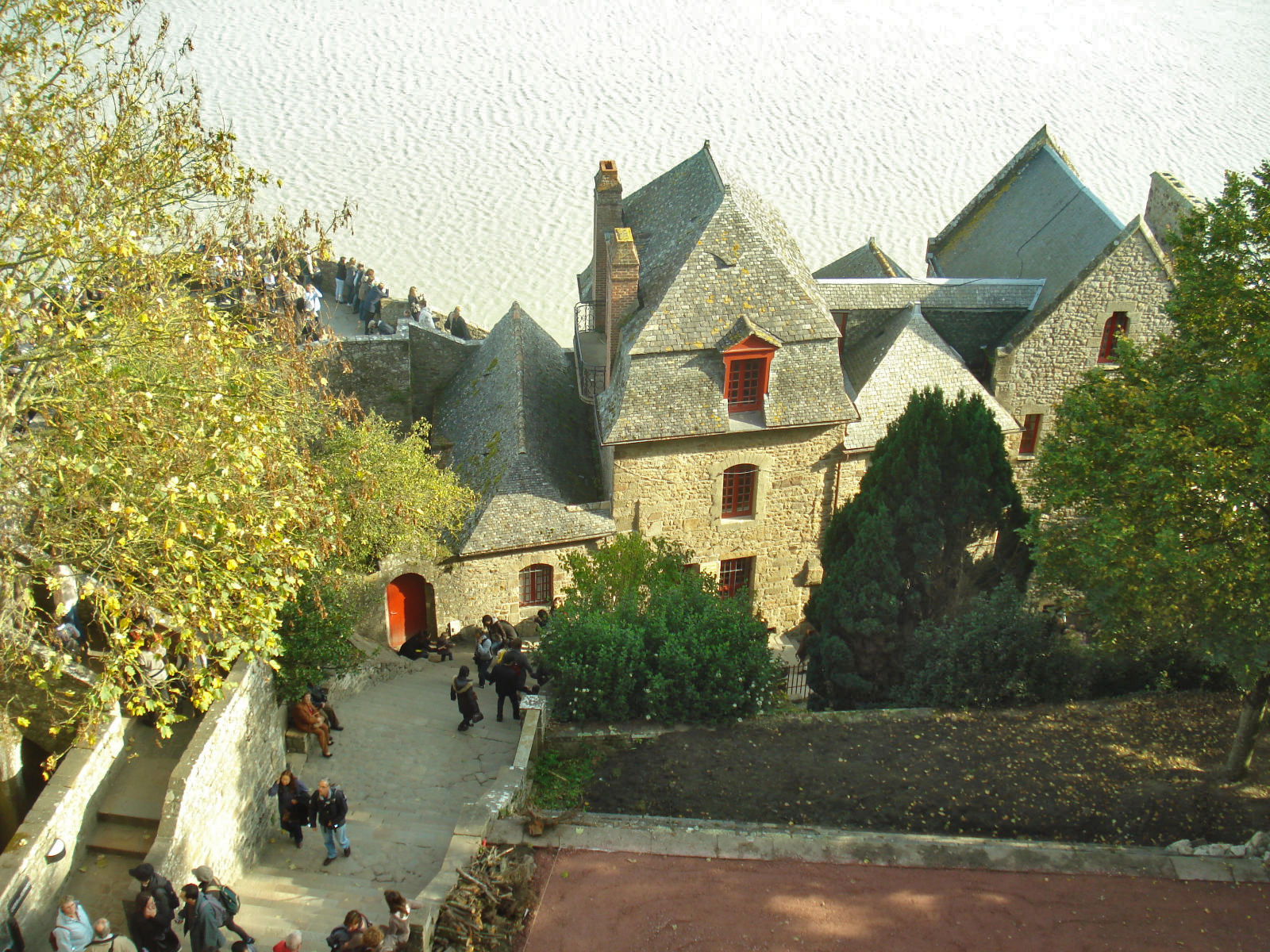
Усередині

Відповідно до вказівки архангела, церква була побудована у формі гроту, що зображує печеру, в якій відбулася з'ява св. Михаїла. Про цю версію легенди свідчать залишки двох християнських молінь, що відносяться, ймовірно, до VI століття, виявлених на горі при розкопках. З того часу, за легендою, «в дні Святого Михаїла море спадає і залишає людям відкритий прохід».

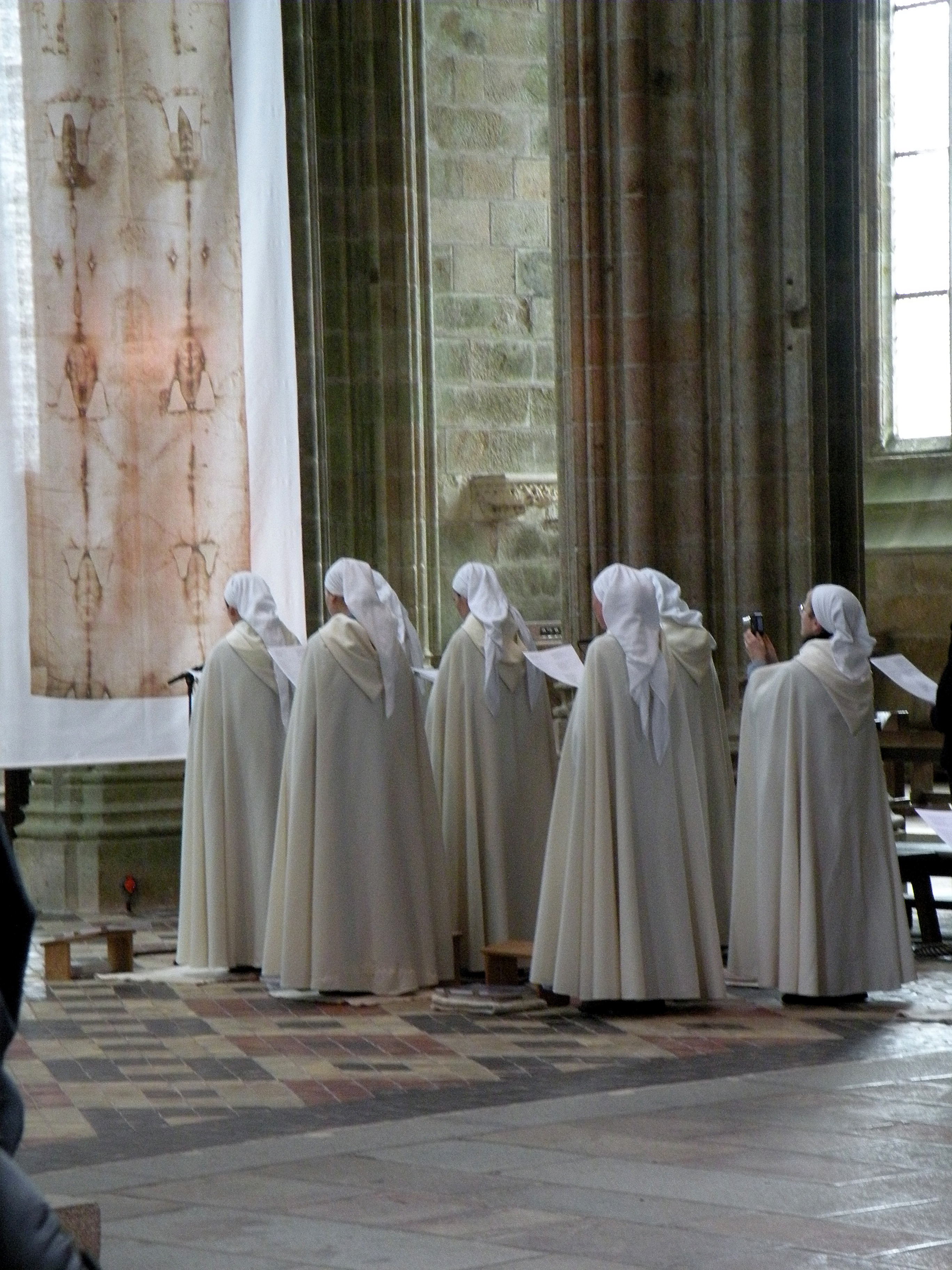
Служба в церкві абатства

Будівництво абатства велося з XI по XVI століття. Перша каролінгська церква Підземної Богородиці (фр. Notre Dame sous Terre) була зведена в романському стилі на місці гроту, побудованого Обером.
Протягом багатьох років острів відбивав неодноразові набіги вікінгів. У 933 році герцог нещодавно утвореної Нормандії Вільгельм «Довгий меч» захопив півострів Котантен аж до міста Авранш і став стратегічно важливим пунктом на кордоні з Бретанню. Місцева громада каноніків залишалася єдиною, яка вціліла на узбережжі. Вільгельм «Довгий меч» робив вклади в громаду аж до своєї смерті в 942 році.
Громада каноніків, яка займала гору з VIII століття, була вигнана норманським герцогом Річардом I, який звинуватив їх у вільному способі життя та тісному зв'язку зі світським світом. В дійсності це пояснювалося побоюванням, що ченці встановлять зв'язок з сусідніми бретонцями, які в ту пору мали натягнуті відносини з Нормандією, це простежується і в наш час. Тому Річард волів мати справу з монахами-бенедиктинцями. Так у 966 році на острові оселилося кілька десятків ченців, які прийшли сюди з монастиря Сан-Вандрій зі своїм абатом Майнаром, вони й заснували тут абатство.
У 1017 році, після весілля з Юдит Бретонською, Річард II приєднав сусіднє герцогство до своїх володінь. У цьому ж році абат Гільдебер II почав спорудження центральної будівлі монастиря, закінчене лише в 1520 році.
У XII столітті абатство стало одним з центрів паломництва Західної Європи, його вплив і міць росли. Споруджувалися навіть подоби абатства, наприклад Гора Святого Михаїла в Корнуоллі.
В результаті розвитку абатства Мон-Сен-Мішель, васал короля Франції, англійський король Генріх II, стає більш могутнім, ніж його сюзерен. Ця ситуація переростає у тривалий конфлікт, що триває все XIII століття. У 1204 році французький король Філіпп II Август, в армії якого перебували бретонці, захопив Нормандію, а бретонські солдати спалили Мон-Сен-Мішель. Особливо постраждала будівля на північній стороні гори.
У XIII ст. роботи в монастирі були припинені.
Занепад могутності монастиря почався під час Столітньої війни. Англійська облога абатства тривала з 1424 по 1434 роки, але вони так і не змогли захопити острів. Місто, проте, було майже повністю зруйноване. Тим не менш, вже з середини XV століття абатство знову почало приймати паломників.
У 1470 році французький король Людовик XI під час своєї третьої паломницької поїздки в монастир заснував на честь захисників острова орден Святого Михаїла, резиденція якого розташувалася в абатстві. Довгий час цей орден був вищою державною нагородою Франції. Одночасно тут були споруджені кам'яні клітки, в яких в'язень не міг ні стояти на повний зріст, ні сидіти, причому він був прикутий до ланцюга, що дзвенів при кожному русі в'язня.
Незважаючи на завершення у 1520 році будівництва центральної будівлі в пізньоготичному («полум'яніючої готики») стилі, Мон-Сен-Мішель після смерті абата Жана де Лампа (1524) поступово занепадав. Хоча під час розпочатих релігійних воєн монастир уникнув розграбування, до часу Великої Французької революції він опинився майже покинутим.
У 1791 році ченці покинули монастир, але їм вдалося врятувати частину манускриптів, які були передані в Авранш. Монастир був закритий (монахи повернулися на острів тільки в 1966 році), і до 1863 року острів використовувався як в'язниця, а острів носив іронічну назву Гора Свободи (фр. Mont Libre) — багато в'язнів були політичними противниками правлячих режимів Франції від Першої республіки і до Другої імперії. Часом тут утримували до півтора сотень ув'язнених. У будівлі «Діва» розмістилася фабрика з виготовлення солом'яних капелюхів. Тільки в 1863 році після компаній протесту в'язниця була ліквідована.
У 1874 році острів був проголошений пам'ятником історії. 
У 1877 році, всупереч протестам прихильників захисту пам'ятників, була побудована дамба.
З 1979 року монастир, разом з островом і затокою навколо, знаходиться в списку Всесвітньої спадщини ЮНЕСКО.

### Розвиток

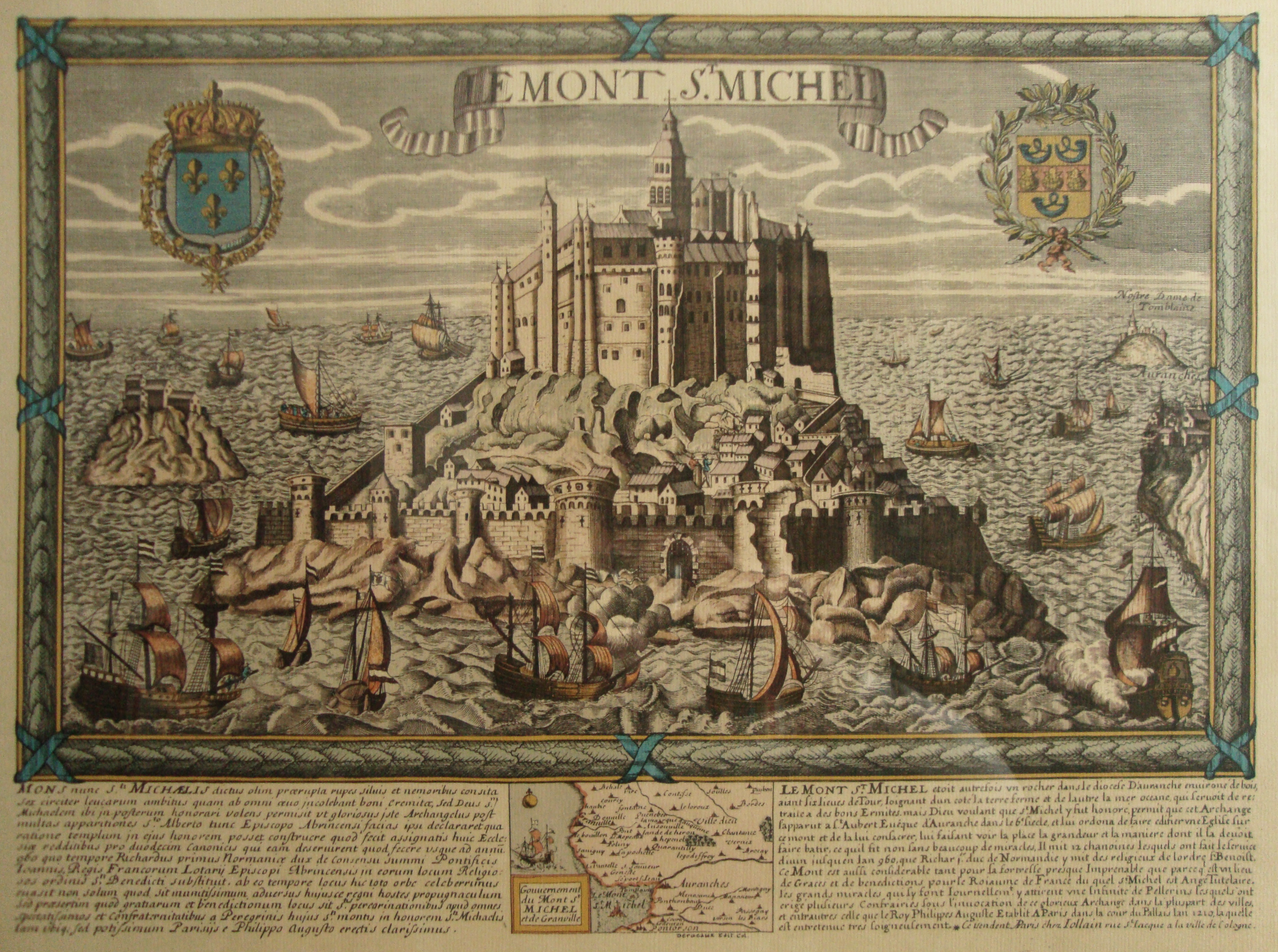

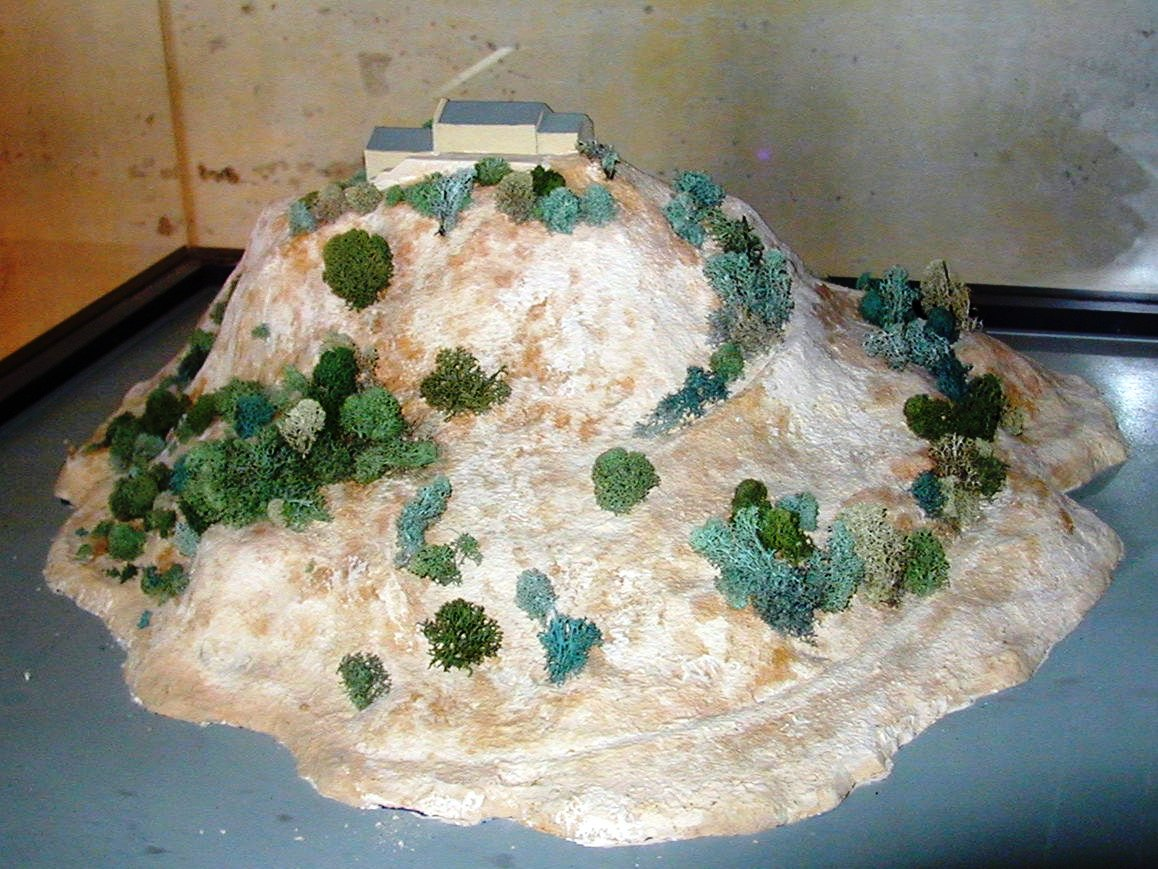
X століття
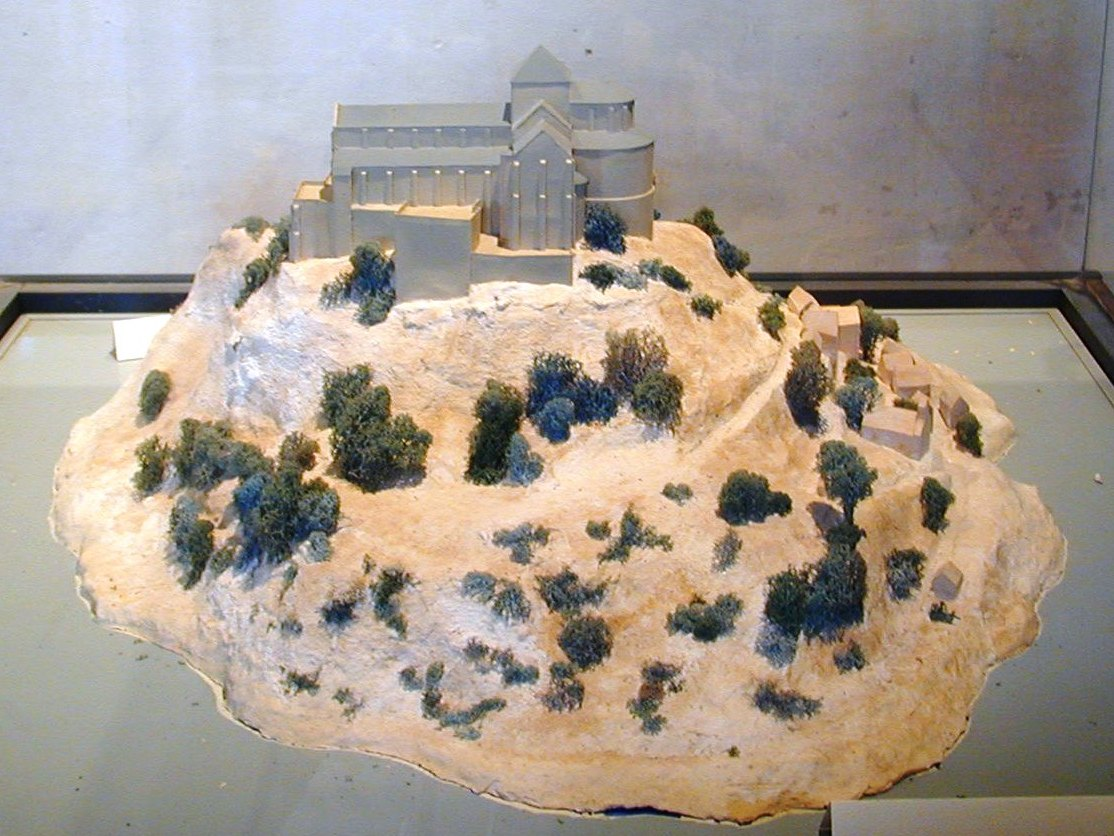
XI–XII століття
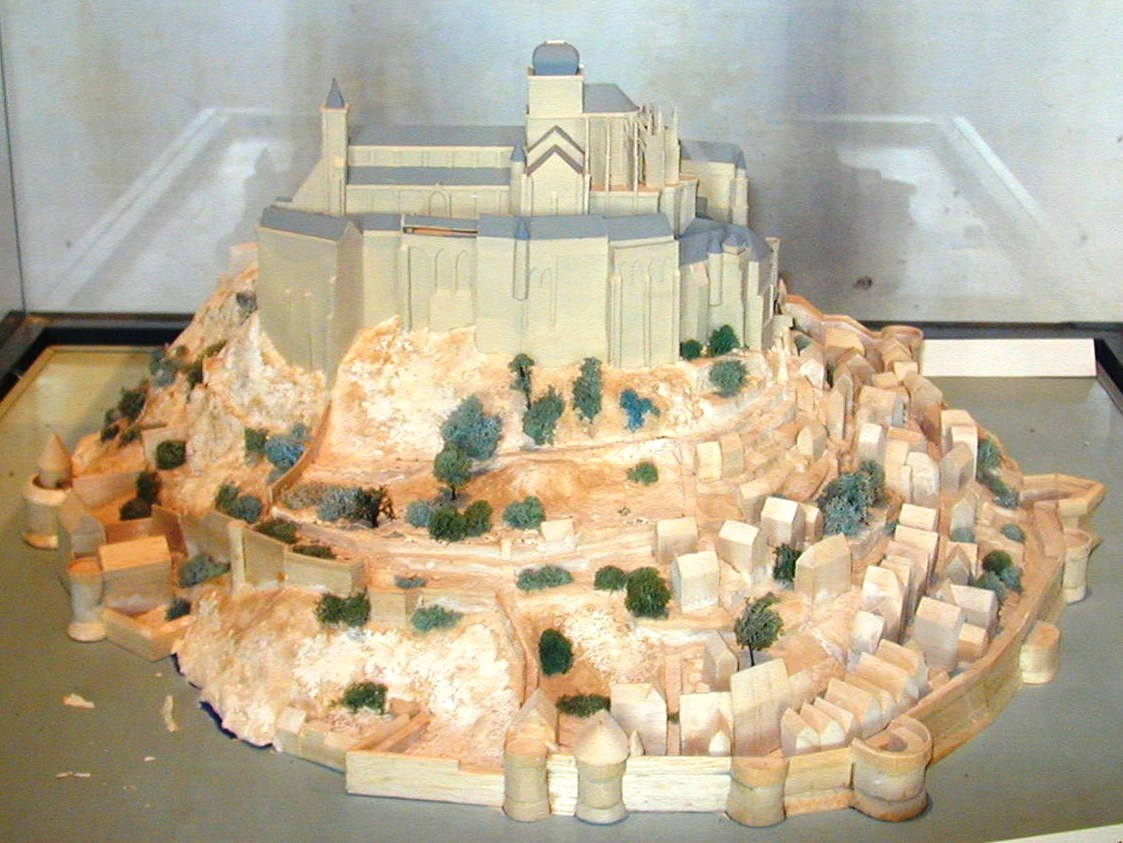
XVII–XVIII століття
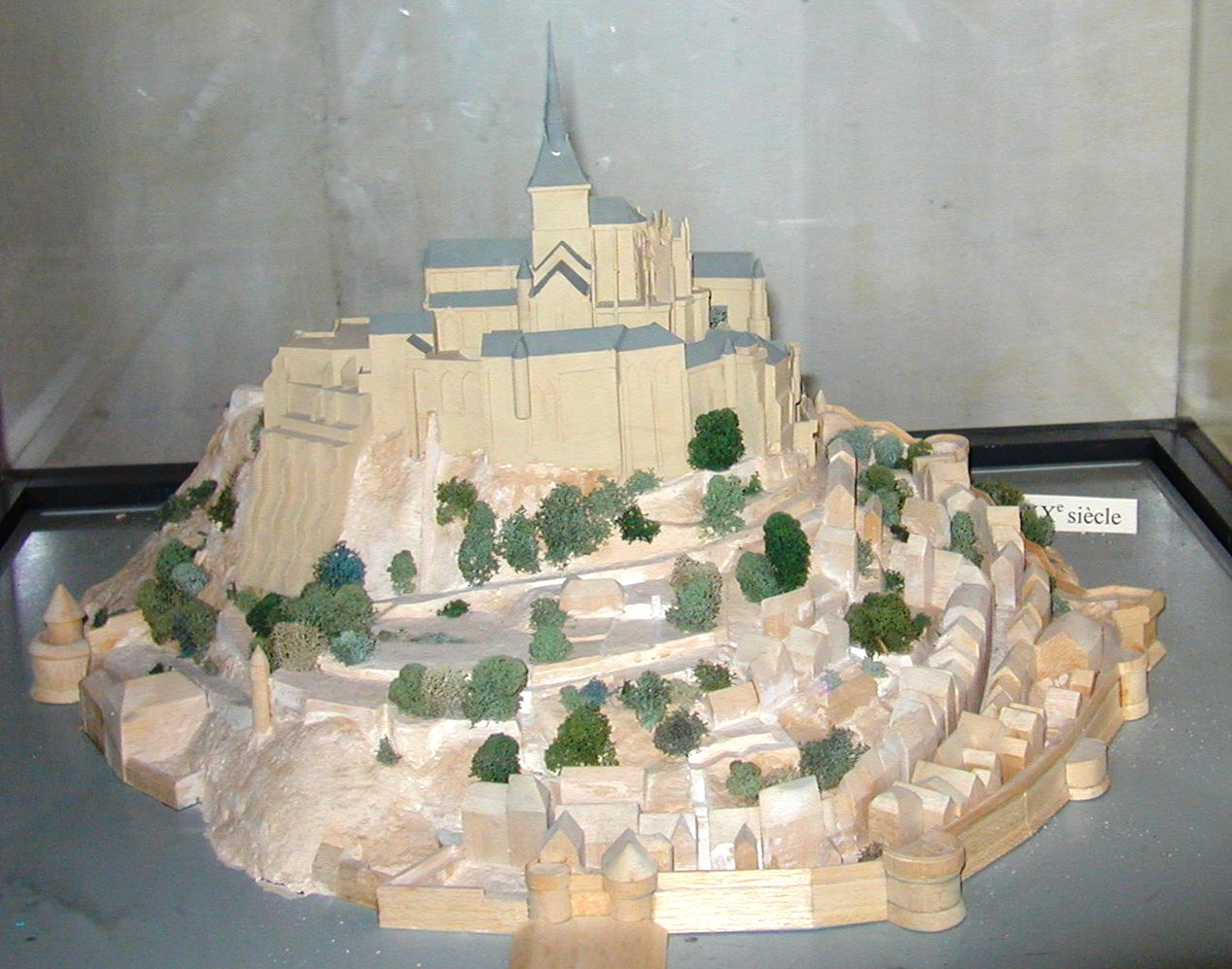
XIX–XX століття

### Геральдика
Шаблон:Blazon-arms

## Демографія
Динаміка населення (Cassini і INSEE ):
Розподіл населення за віком та статтю (2006):
| Стать | Всього | До 15 років | 15-24 | 25-44 | 45-64 | 65-85 | Понад 85 |
| --- | ------ | ----------- | ----- | ----- | ----- | ----- | -------- |
| Чоловіки | 36     | 4           | 4     | 12    | 12    | 0     | 4        |
| Жінки | 16     | 4           | 4     | 8     | 0     | 0     | 0        |
| \| Статево-вікова піраміда \| Статево-вікова піраміда \| Статево-вікова піраміда \| \| ----------------------- \| ----------------------- \| ----------------------- \| \| Чоловіки \| Вік \| Жінки \| \| 4 \| 85 + \| 0 \| \| 0 \| 80-84 \| 0 \| \| 0 \| 75-79 \| 0 \| \| 0 \| 70-74 \| 0 \| \| 0 \| 65-69 \| 0 \| \| 0 \| 60-64 \| 0 \| \| 4 \| 55-59 \| 0 \| \| 4 \| 50-54 \| 0 \| \| 4 \| 45-49 \| 0 \| \| 8 \| 40-44 \| 0 \| \| 0 \| 35-39 \| 8 \| \| 0 \| 30-34 \| 0 \| \| 4 \| 25-29 \| 0 \| \| 4 \| 20-24 \| 0 \| \| 0 \| 15-20 \| 4 \| \| 0 \| 10-14 \| 4 \| \| 4 \| 5-9 \| 0 \| \| 0 \| 0-4 \| 0 \| |        |             |       |       |       |       |          |
| Статево-вікова піраміда |        |             |       |       |       |       |          |
| Чоловіки | Вік    | Жінки       |       |       |       |       |          |
| 4 | 85 +   | 0           |       |       |       |       |          |
| 0 | 80-84  | 0           |       |       |       |       |          |
| 0 | 75-79  | 0           |       |       |       |       |          |
| 0 | 70-74  | 0           |       |       |       |       |          |
| 0 | 65-69  | 0           |       |       |       |       |          |
| 0 | 60-64  | 0           |       |       |       |       |          |
| 4 | 55-59  | 0           |       |       |       |       |          |
| 4 | 50-54  | 0           |       |       |       |       |          |
| 4 | 45-49  | 0           |       |       |       |       |          |
| 8 | 40-44  | 0           |       |       |       |       |          |
| 0 | 35-39  | 8           |       |       |       |       |          |
| 0 | 30-34  | 0           |       |       |       |       |          |
| 4 | 25-29  | 0           |       |       |       |       |          |
| 4 | 20-24  | 0           |       |       |       |       |          |
| 0 | 15-20  | 4           |       |       |       |       |          |
| 0 | 10-14  | 4           |       |       |       |       |          |
| 4 | 5-9    | 0           |       |       |       |       |          |
| 0 | 0-4    | 0           |       |       |       |       |          |

## Економіка
2010 року серед 35 осіб працездатного віку (15—64 років) 30 були активними, 5 — неактивними (показник активності 85,7%, у 1999 році було 88,9%). З 30 активних мешканців працювало 30 осіб (17 чоловіків та 13 жінок), безробітними було 0 (0 чоловіків та 0 жінок). Серед 5 неактивних 1 особа була учнем чи студентом, 1 — пенсіонерами, 3 були неактивними з інших причин.

## Абатство

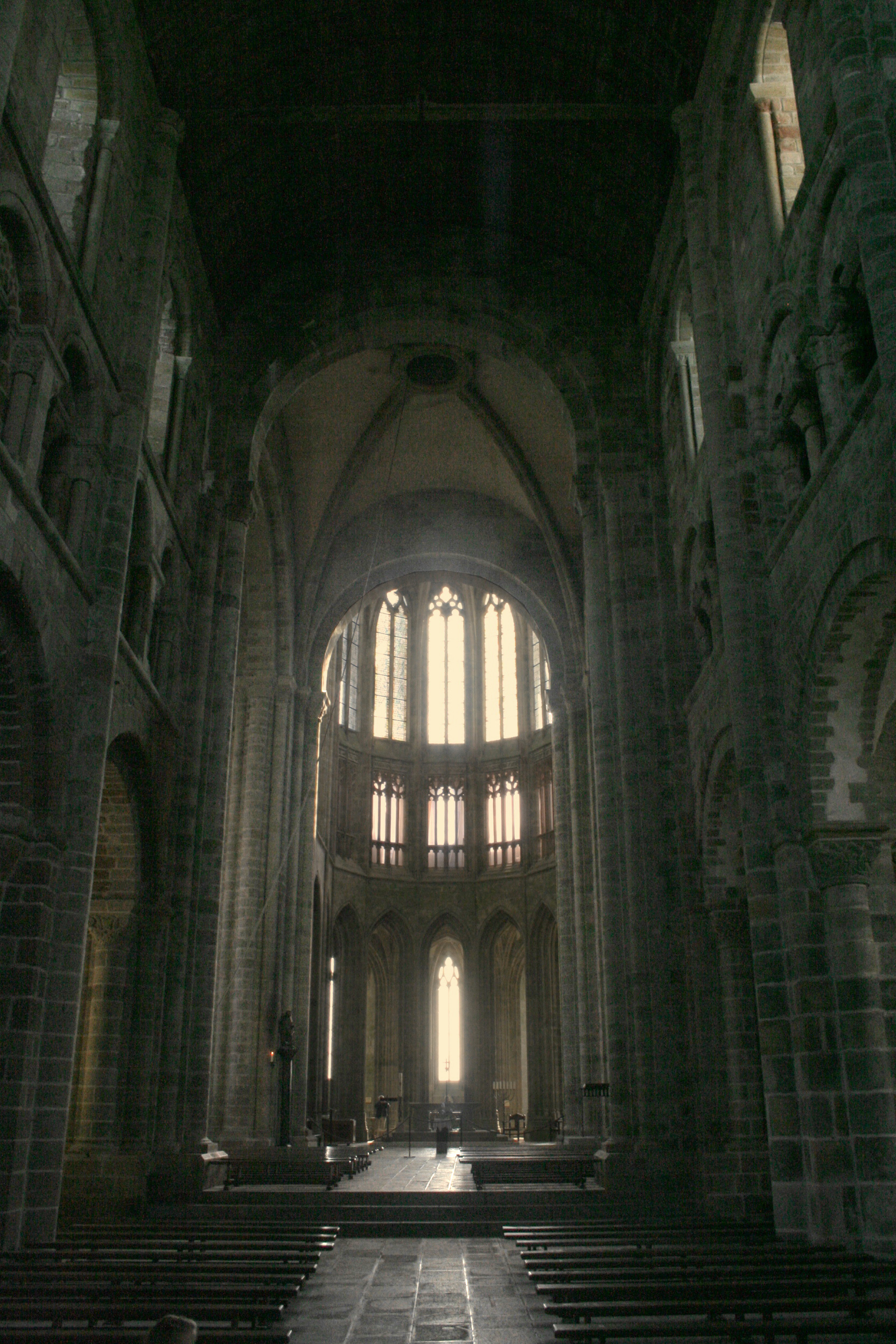
Інтер'єр: романська нава і хори в стилі Палючої готики

Мон-Сен-Мішель — відоме бенедиктинське абатство, побудоване в XI–XVI століттях. Абатство займає площу близько 55.000 м² і являє собою зразок середньовічного французького укріпленого монастиря. У зв'язку зі святкуванням тисячоліття чернецтва, в 1969 році в приміщеннях абатства оселилася спільнота бенедиктинців, налічує у даний час 7 осіб. Щодня проходить служба, в якій можуть взяти участь прихожани і туристи, а сам храм повернувся до ролі духовного центру, яку він втратив у 1790 році.

### Церква абатства
Будівництво церкви було розпочато в новому для того часу романському стилі. Засоби для її будівництва дав в 1022 році герцог Нормандії Річард II з метою привернути сюди прочан. На вершині гранітного конуса не було майданчика, на якому могла б розміститися будівля із запланованою довжиною 70 м, і тому архітектори ухвалили рішення зіперти майже всю західну наву церкви на церкву Нотр-Дам-су-Тер. Безпосередньо на скелі, на верхньому рівні була поставлена хрестовина трансепта (1032–1048 роки) та хор. У 1084 році, до кінця правління єпископа Радульф (Radulf von Beaumont) було закінчено будівництво і нави — лангхауза, яка була у той час на три прольоти (Йоха) довшою, ніж зараз. Потім пішли обвалення стін і пожежа, в результаті чого лише в середині XII століття при єпископі Бернар (Bernard du Bec) церква була закінчена шляхом зведення вежі, що вінчає хрестовину трансепта. У своєму прагненні завершити абатство загостреним дахом, будівельники не врахували, що будівля стоїть на плоскій поверхні води і буде піддана небезпеці  ураження блискавкою. Це і відбулося в 1300 році, коли від попадання блискавки згоріла центральна вежа. У XV столітті були зруйновані романські хори. Пожежа 1776 року зруйнувала три прольоти будівлі біля його входу, а в 1760 році нава була укорочена наполовину, завдяки чому перед головним порталом церкви утворилася обширна тераса. Північне крило трансепта спирається на крипту «Богоматері з тридцятьма свічками», а південне  — на крипту св. Мартіна, що збереглася майже цілком за винятком майже повністю втраченою живопису. Незважаючи на те, що ці крипти побудовані лише для підтримки крил трансепту, вони використовуються при богослужіннях як капели. Для підтримки хору була споруджена крипта з надзвичайно товстими несучими колонами.

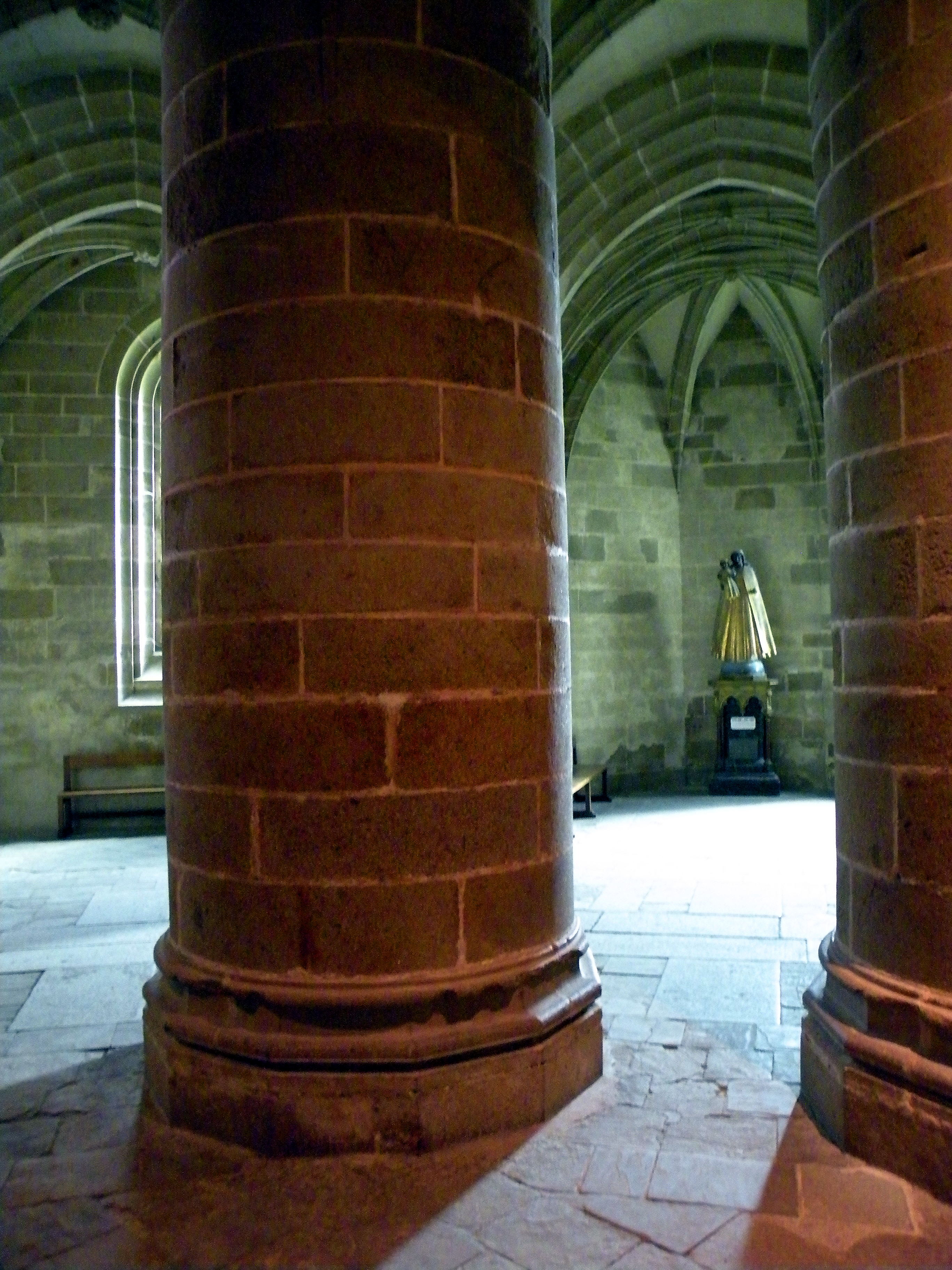
Крипта Великих колон
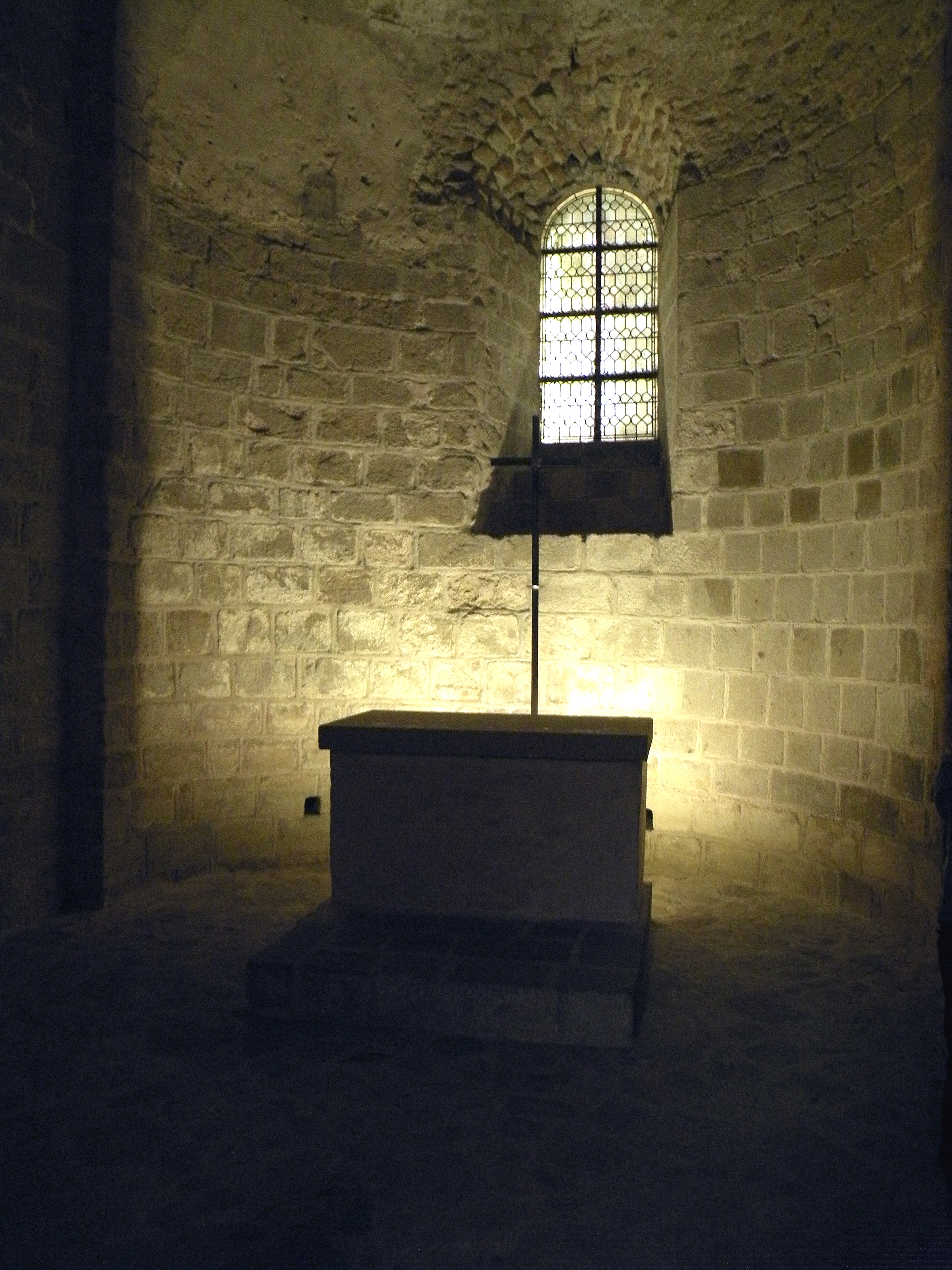
Капелла св.Мартина
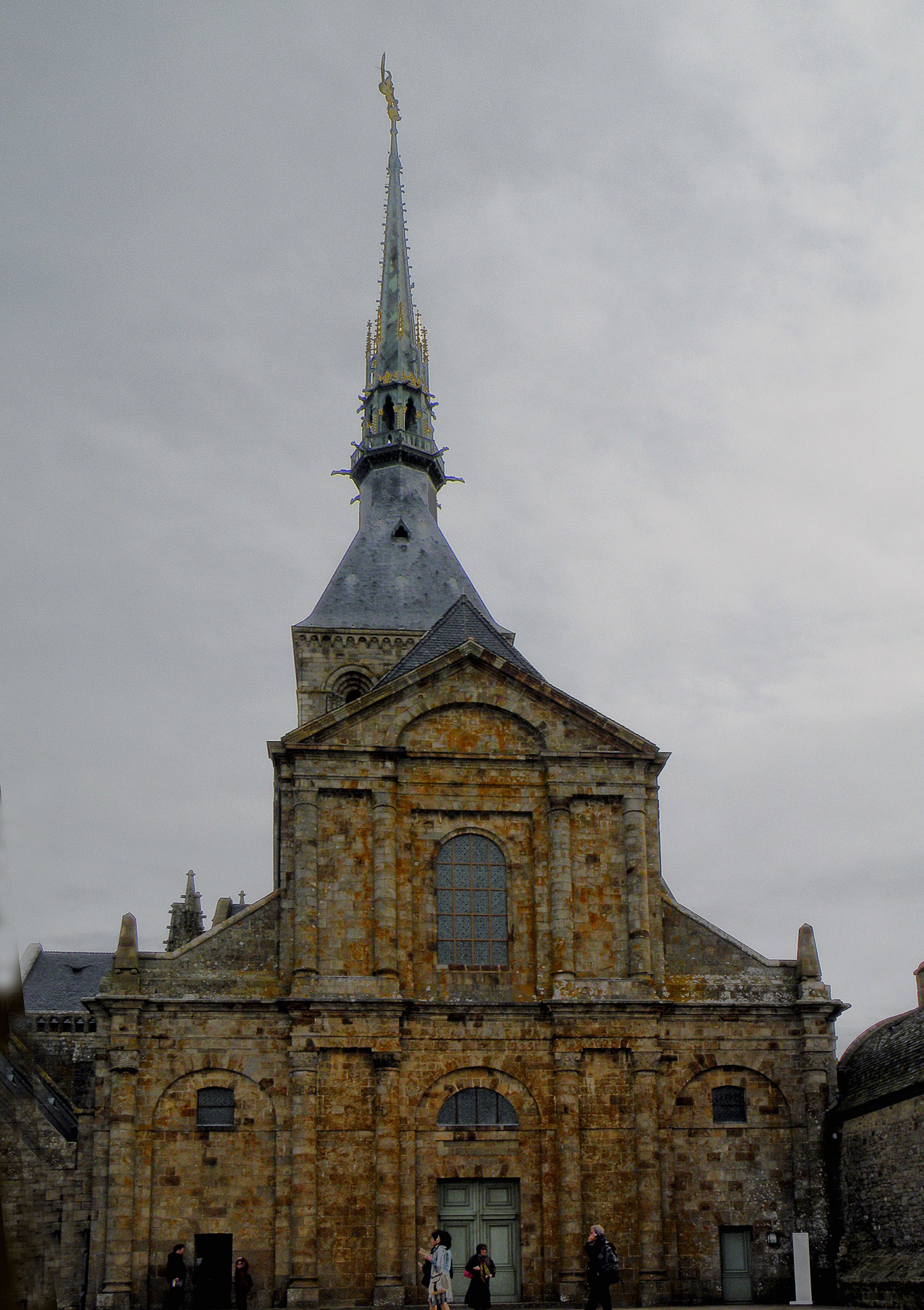
Новий фасад
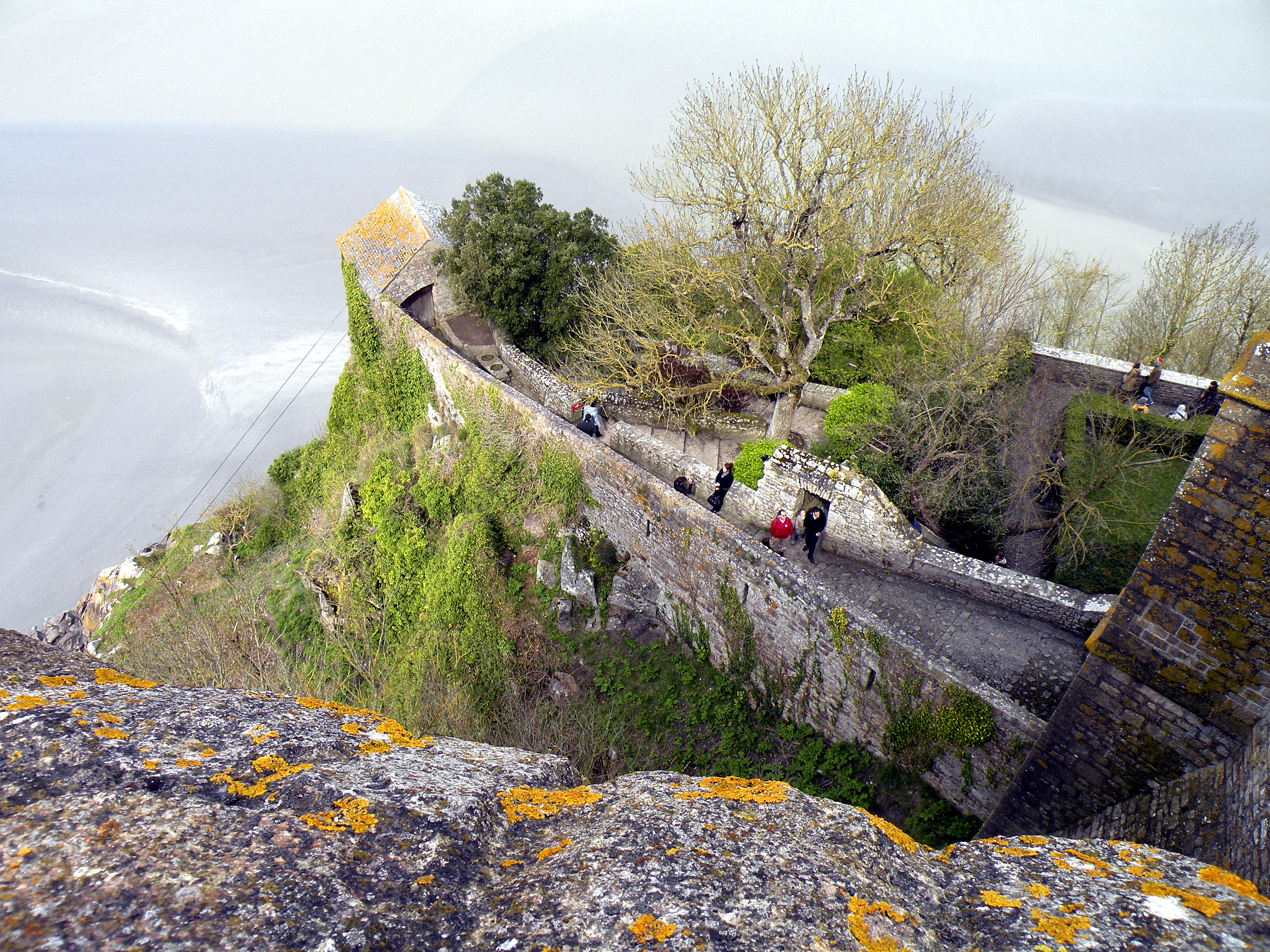
Монастирські сади
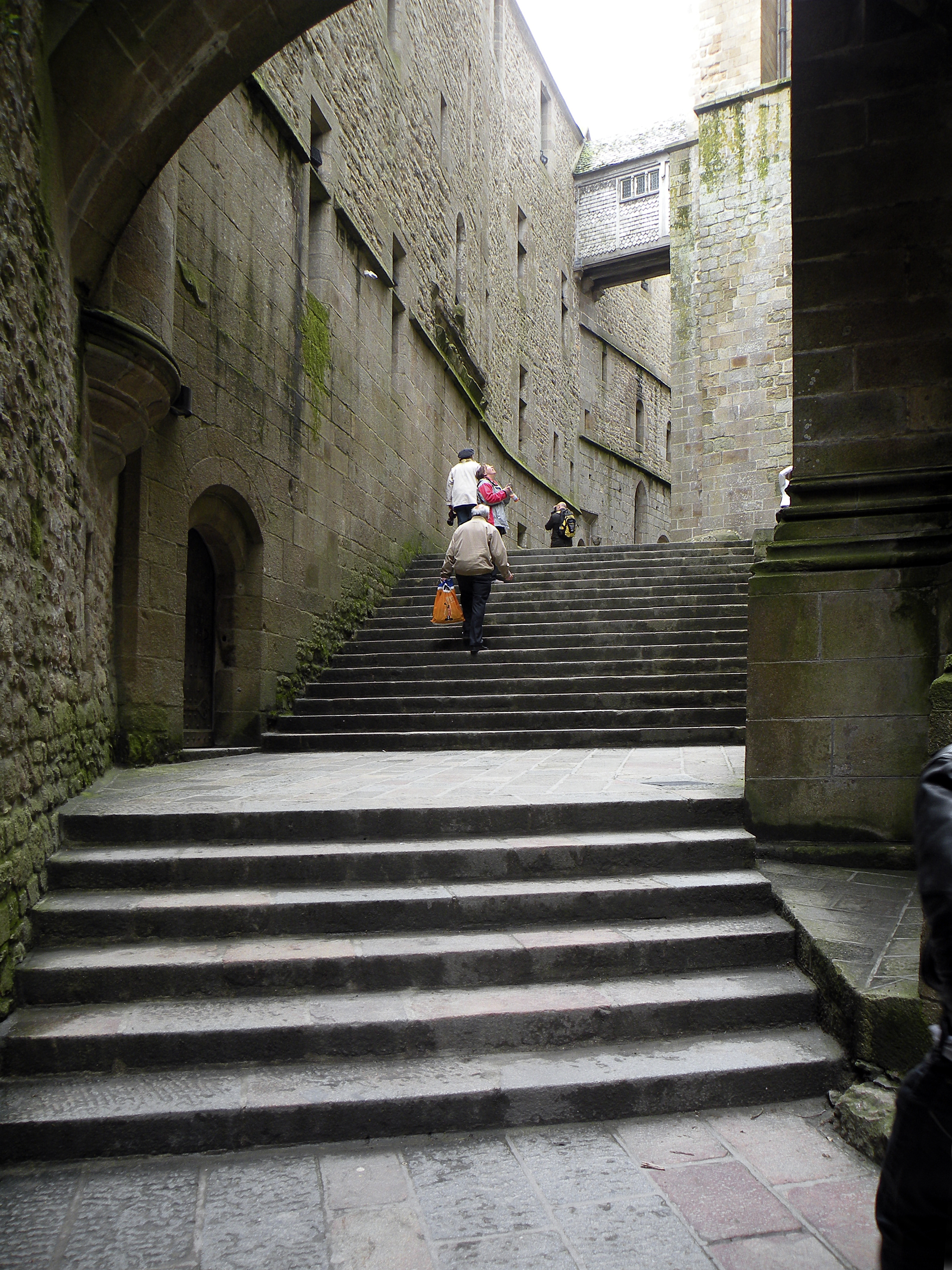
Великі сходи
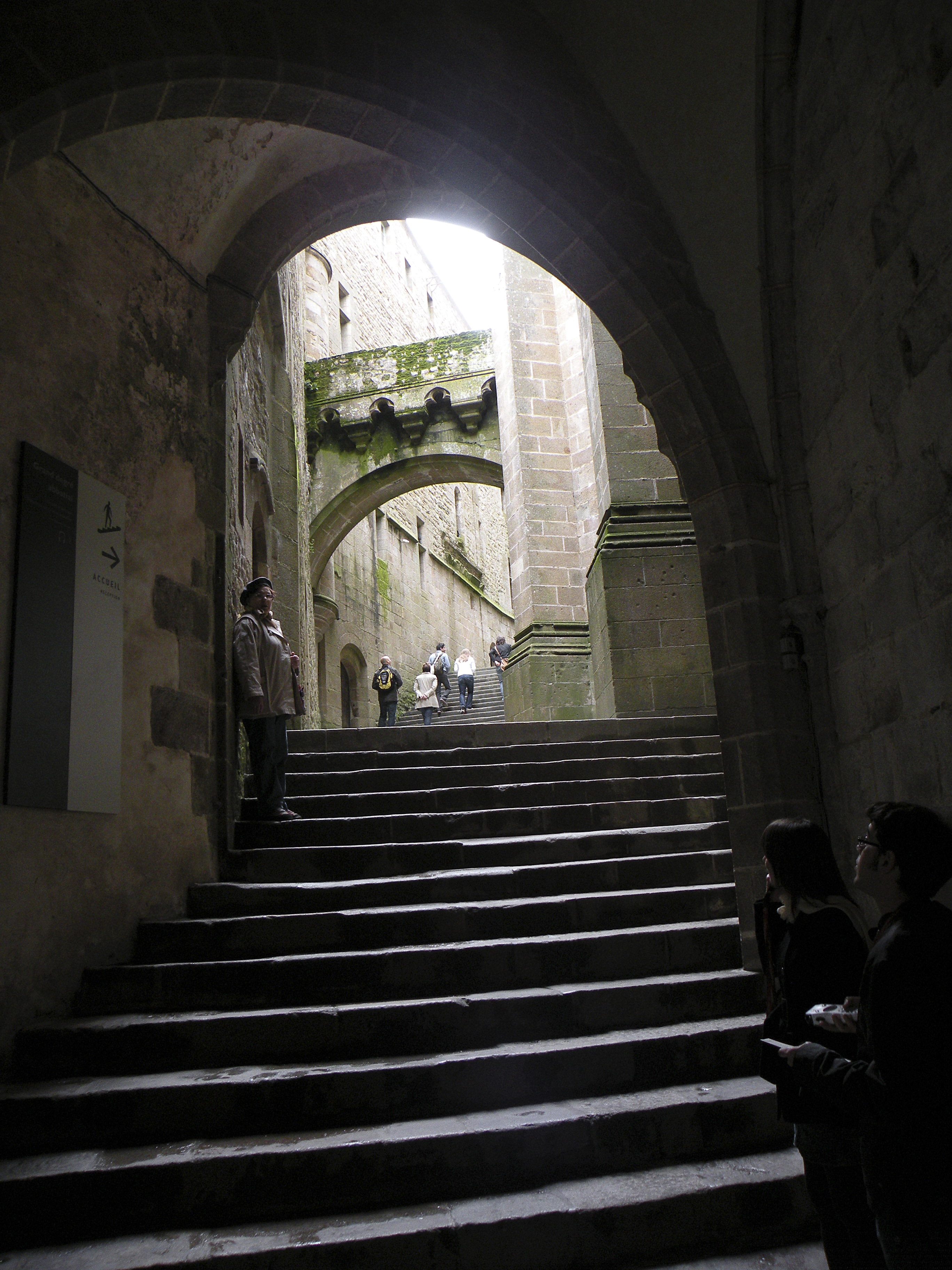
Великі сходи (2)

Під час Столітньої війни ніяких будівельних робіт в абатстві не велося, але вже в 1453 році настоятель Вільгельм д'Естутевіль (fr), і одночасно єпископ Руана, вирішив побудувати нову церкву в сучасному йому стилі «полум'яніючої готики». Робота закінчилася в 1521 році. І тому в сучасному вигляді церква абатства з'єднує в собі середньовічний романський трансепт і хори уже нового часу. У 1776 році, коли виникла небезпека обвалення перших трьох прольотів нави, їх просто знищили, закривши наву класицистичним фасадом, який став передвісником виниклого сторіччям пізніше неороманського стилю. На початку XIX століття у Франції з'явився інтерес до архітектурної спадщини, і, після ліквідації в 1863 році тюрми в абатстві, держава змогла взяти на себе витрати по його утриманню.  Дзвіницю і трансепт було в 1892–1897 роках перебудовано Віктором Педіграном, це додало церкві сучасного вигляду з неороманською дзвіницею і неоготичним шпилем, з встановленою на його кінці позолоченою фігурою архангела Михаїла, що одночасно виконує роль громовідводу.

### Романські будівлі монастиря
Архітектура монастиря унікальна в тому, що монастирські служби не оточують монастирський двір, але побудовані на різних рівнях. Перші будівлі зводилися одночасно з навою. Найбільше з них побудовано на трьох рівнях. На самому верхньому знаходиться дорміторій, безпосередньо сполучається з церквою і, таким чином, забезпечує монахам найкоротший доступ до церкви під час нічних чувань.

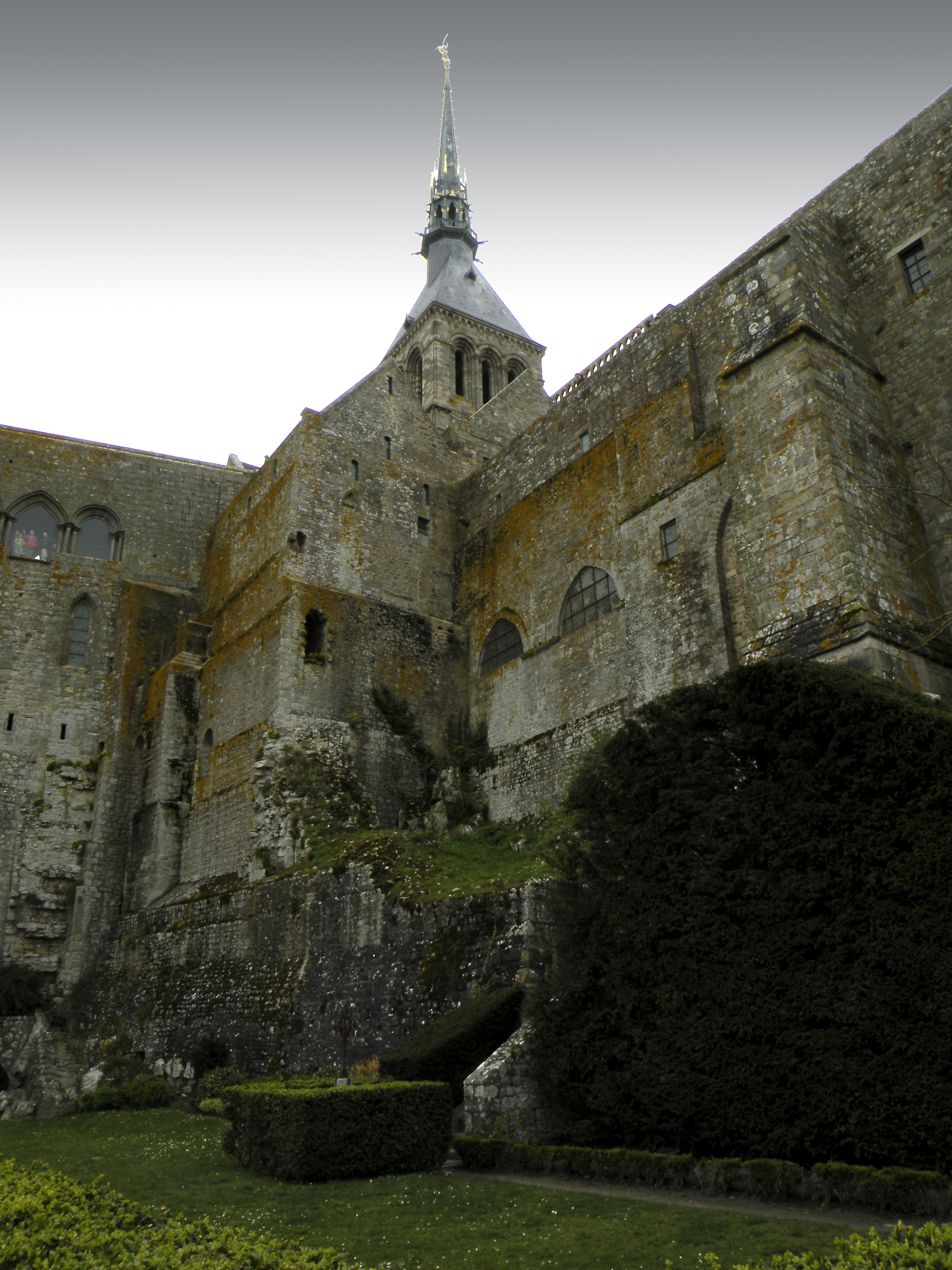
Романська частина
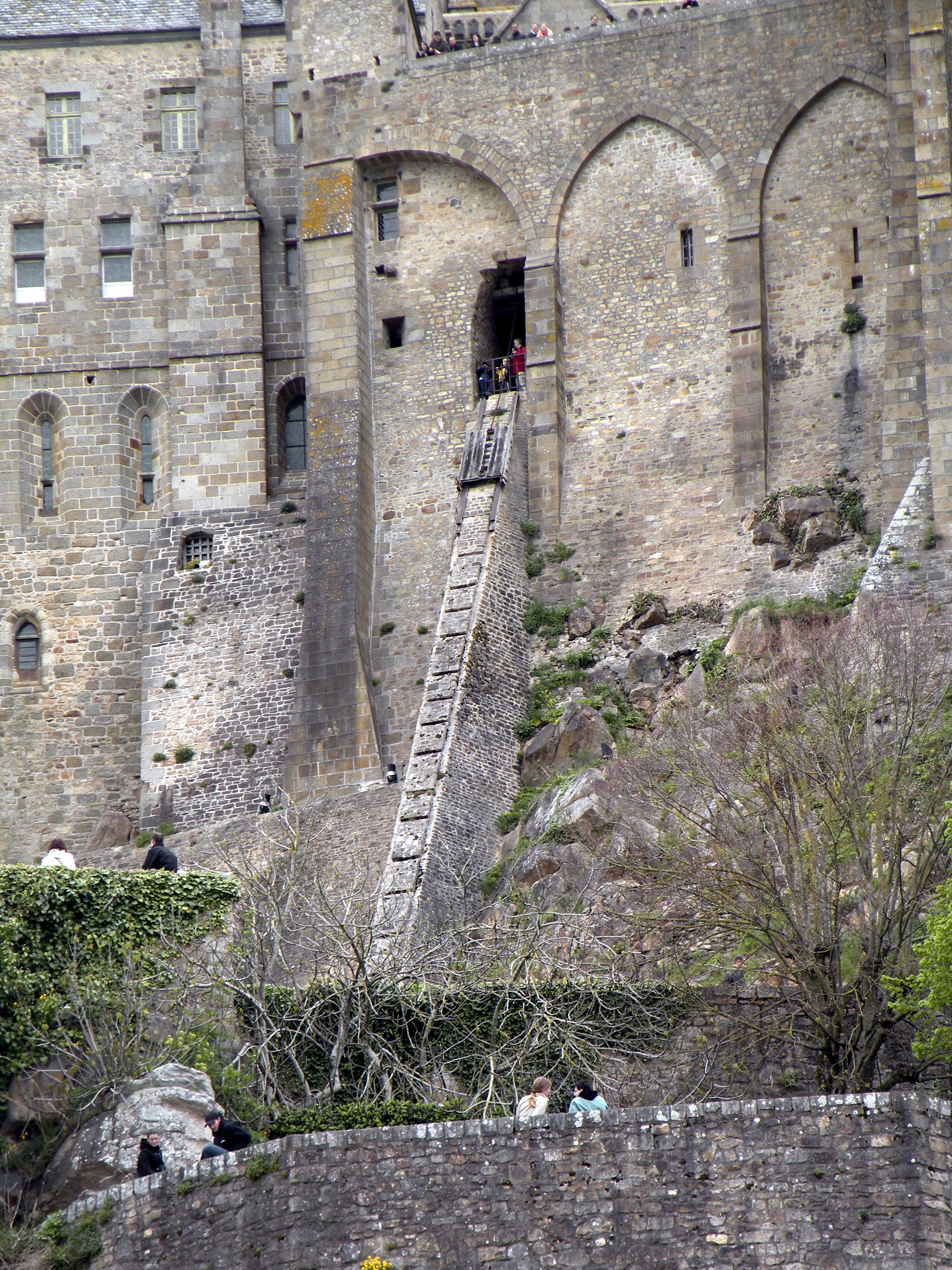
Пандус
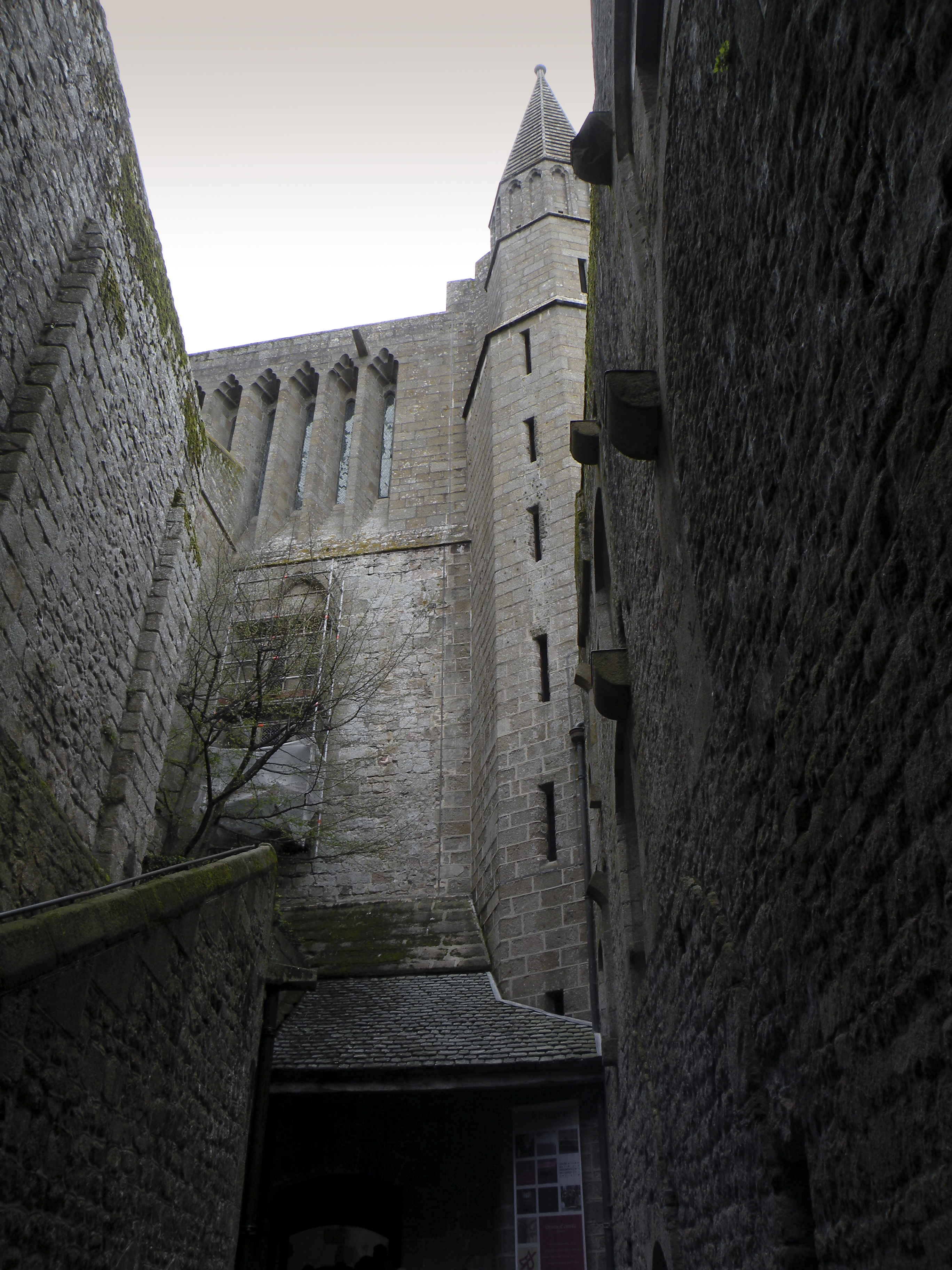
Внутрішній двір
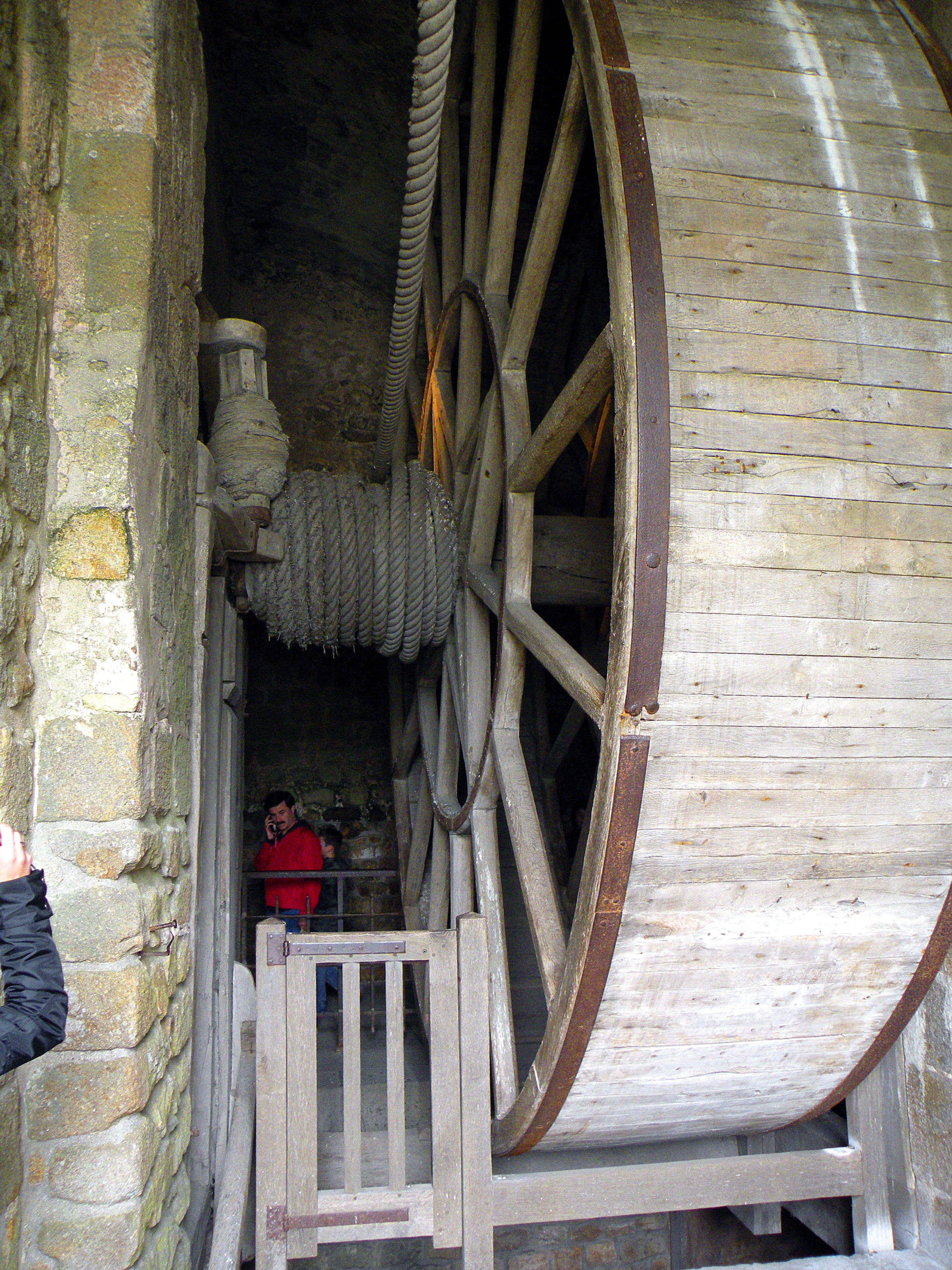
Велике колесо

За весь час існування абатства найістотніші зміни в нього вніс Робер де Торін (1154–1186), колишній абат, у другій половині XII століття. Він і закінчив будівництво романської частини абатства шляхом зведення на західному фасаді будівлі двох веж (1184 р.). До початку наступного століття було закінчено і будівництво Великих сходів (фр. Grand Degre), до нового входу в абатство з східної його сторони.
Незважаючи на те, що за правилами бенедиктинців абат повинен був ділити дорміторій нарівні з ченцями, він побудував собі вельми прості по архітектурі дві кімнати, щоб підкреслити свій зрослий вплив. При ньому бібліотека монастиря збагатилася манускриптами, як написаними тут же, так і переписаними з інших джерел. Згідно з переказами, автором багатьох книг був сам абат. Значимість абатства підкреслювалася контактами абата з нормандським герцогом Генріхом Другим Плантагенетом і королем Англії, яких абат приймав як паломників в ім'я їх зустрічі з королем Франції Людовіком VII. При ньому добробут монастиря зріс настільки, що в ньому стало можливим проживання 60 ченців. Для доставки продовольства і товарів в абатство служив пандус, по якому рухався візок, що приводився в рух канатом, який намотують на вісь колеса. Колесо приводилося в рух конем, що фактично жив всередині колеса. Цей вид підйомника був надзвичайно поширений в середні віки.

### Комплекс «Чудо»
Після смерті Торіно абатство зазнало першу серйозну облогу. При збройним зіткненні Іоанна Безземельного і французького короля Філіпа II Августа, абатство стало на бік Іоанна. Облога закінчилася нічим, але французи при своєму відступі спалили невелике селище біля підніжжя гори. Пожежа призвела до руйнування на північній стороні  абатства будівель. Ставши сюзереном Нормандії, французький король в XIII столітті фінансував будівництво на північній стороні острова комплексу будівель монастиря в готичному стилі (ансамбль будівель фр. La Merveille, дослівно «чудо»). У 1211 році він виступив у ролі захисника чернечої общини і зробив значний внесок у роботи по відновленню. За 17 років, починаючи з 1211 року, на північній стороні острова був створений монастирський ансамбль, ідеально відповідний вимогам чернечого життя. На самому верхньому поверсі в східній частині розмістилася трапезна, а на західній — монастирський двір-кьостро, оточений відкритою всередину галереєю, яка виконує роль хресної ходи. Хресний хід, по своєму призначенню призначений для медитації, повинен не дозволяти віруючим бачити що-небудь, крім неба. Однак при одній з перебудов в стіні, що виходить на затоку, було зроблено три великих, що доходять до підлоги, вікна. Архітектура трапезної, має багато спільного з романськими навами. Це приміщення відрізняється прекрасною акустикою. Поруч з трапезною знаходиться кухня. Поверхом нижче були створені: під трапезною — зал для гостей, а під двором — лицарський зал, що використався для ручної праці, зокрема — для переписування та складання книг. Ще нижче — відповідно приміщення для капеланів та підвальне приміщення. Враховуючи попередні катастрофи, північна стіна будівлі була укріплена контрфорсами, що створило настільки сильний художній ефект, який Віктор Гюго назвав вид на абатство з боку моря видом на «найкрасивішу стіну Європи».

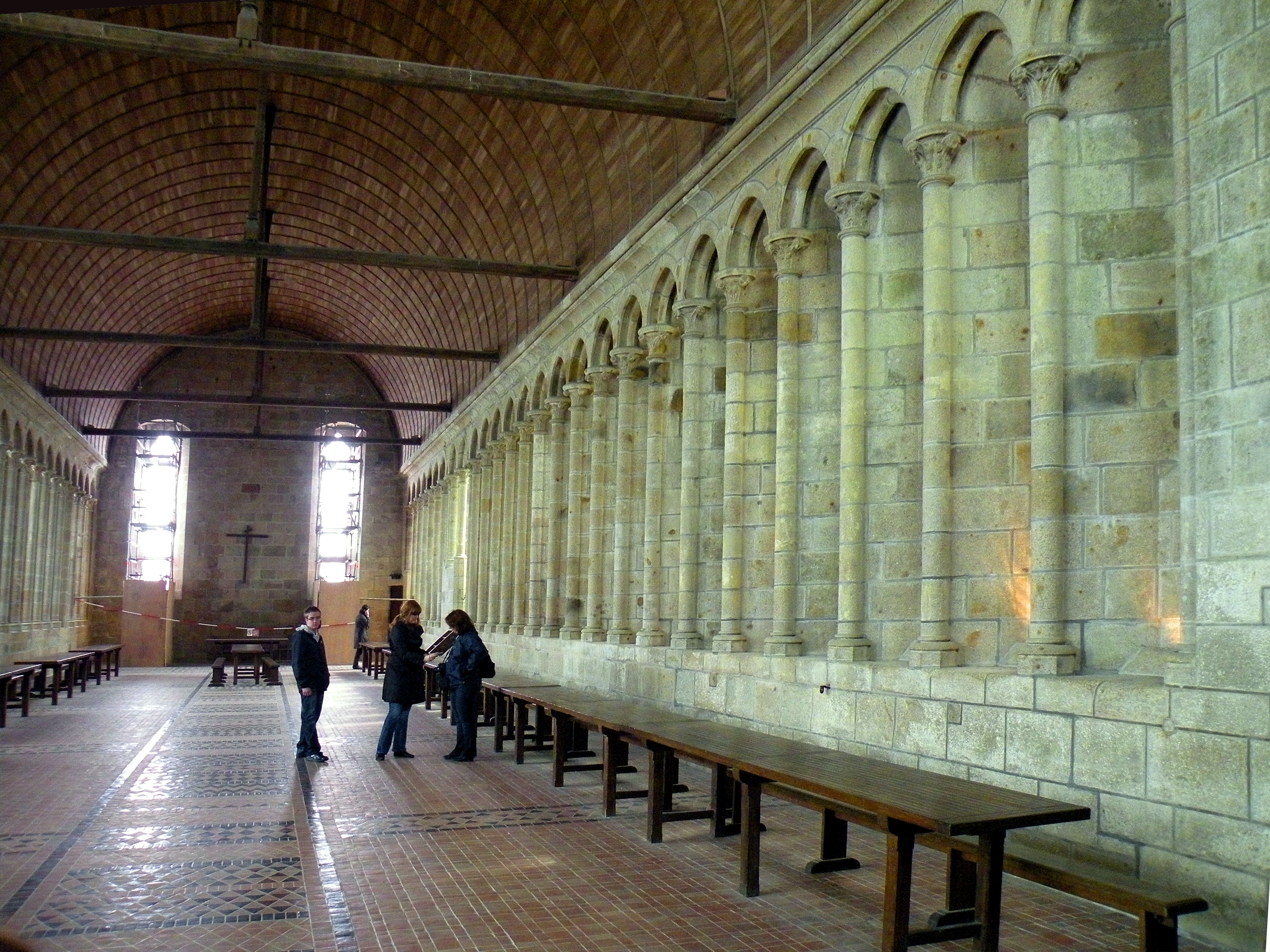
Трапезна
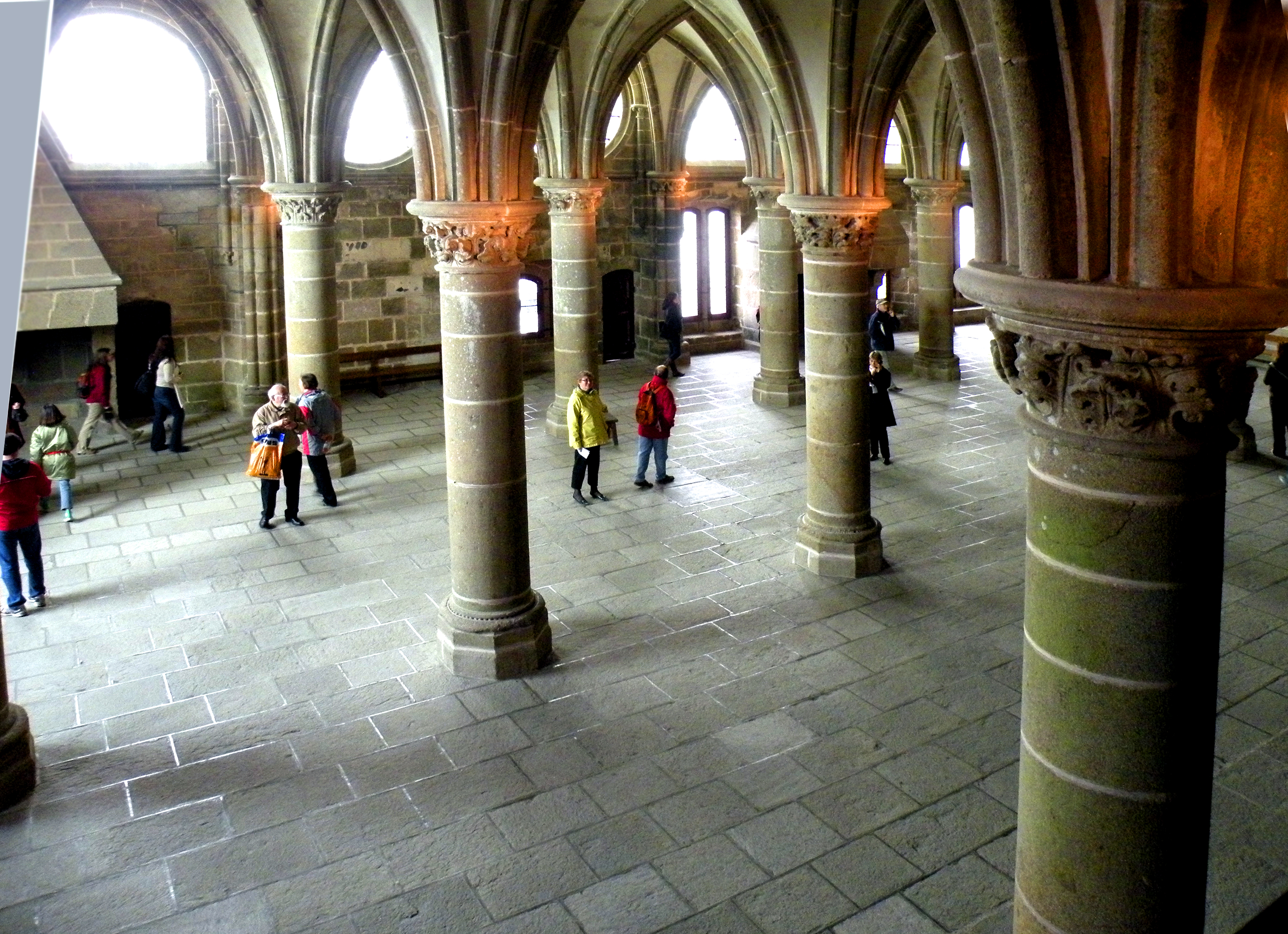
Лицарська зала
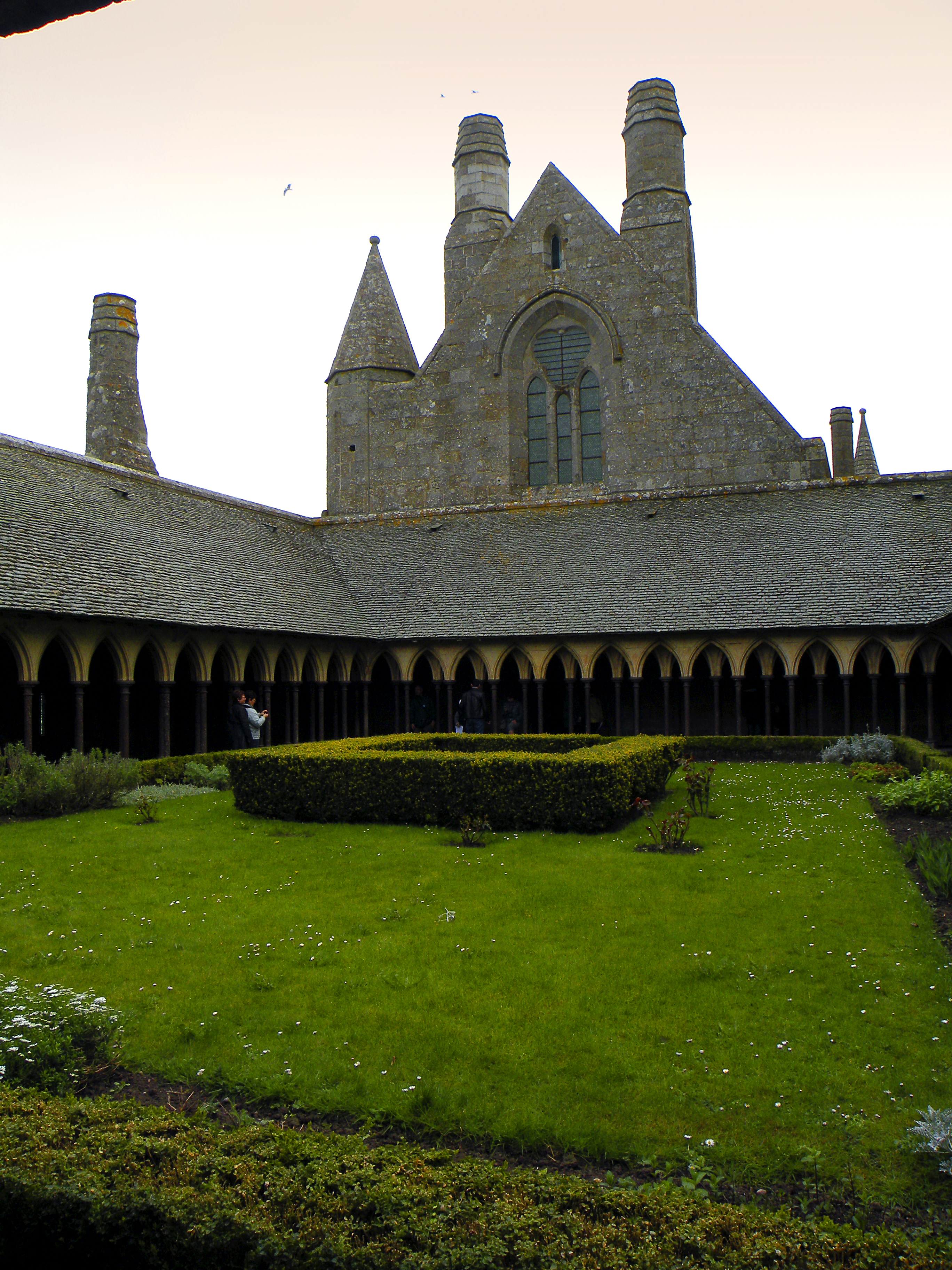
Монастирський двір
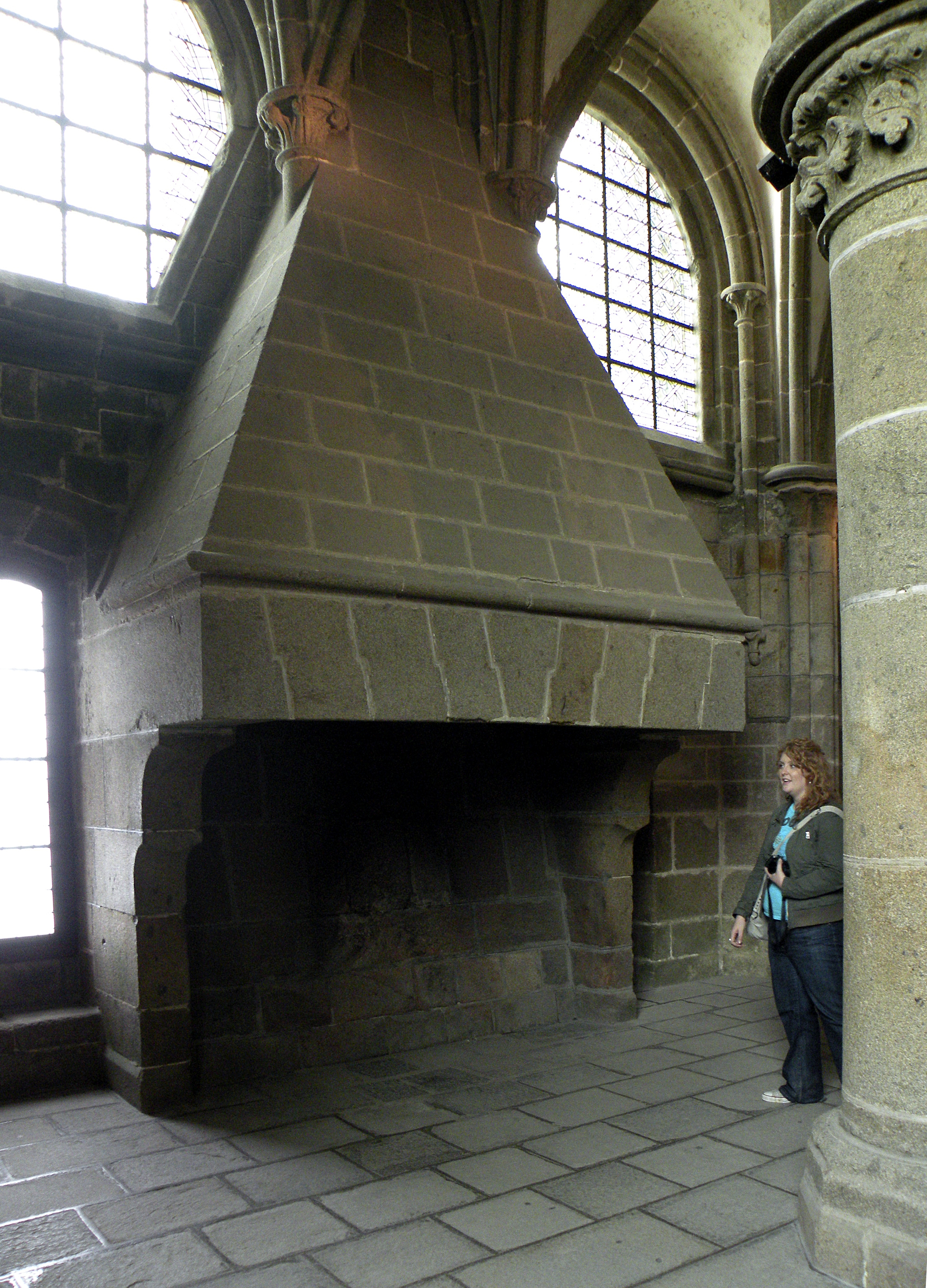
Кухня
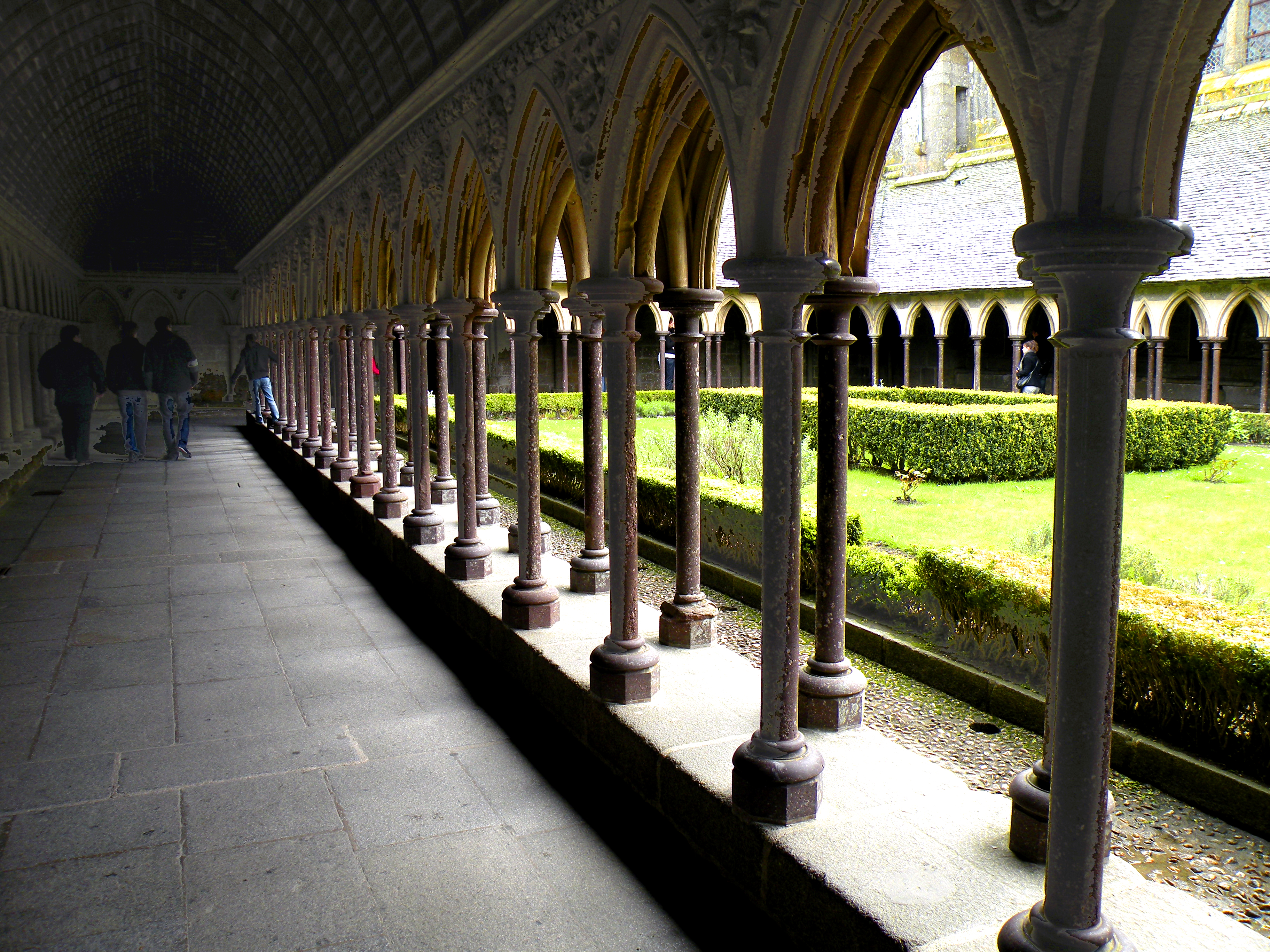
Хресний хід Клуатр
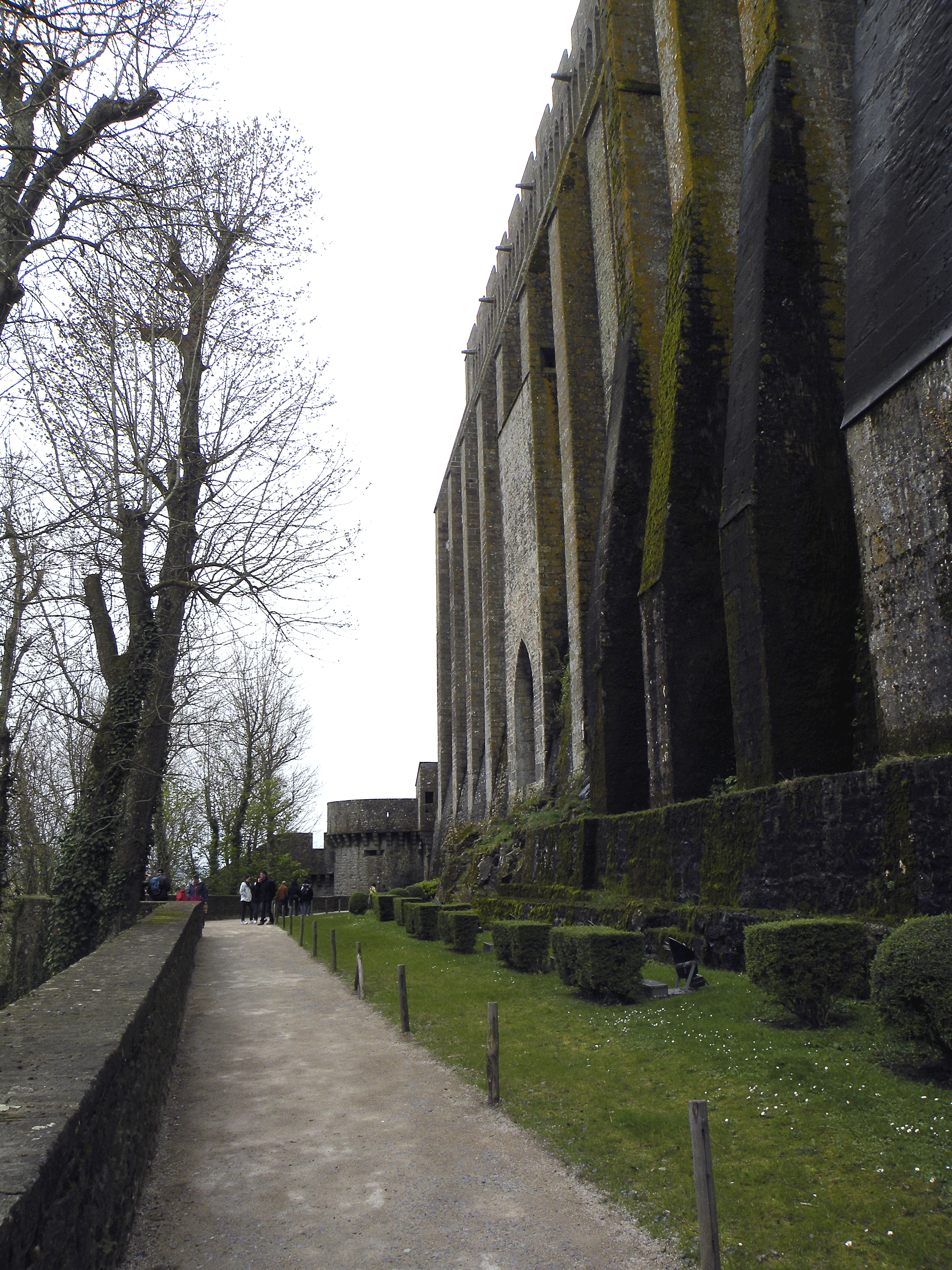
Контрфорси «Дива»

## Місто
Перед підйомом в абатство розташована парафіяльна церква Св. Петра, культ якого передував культу Св. Михайла. При церкві знаходиться невелике кладовище.

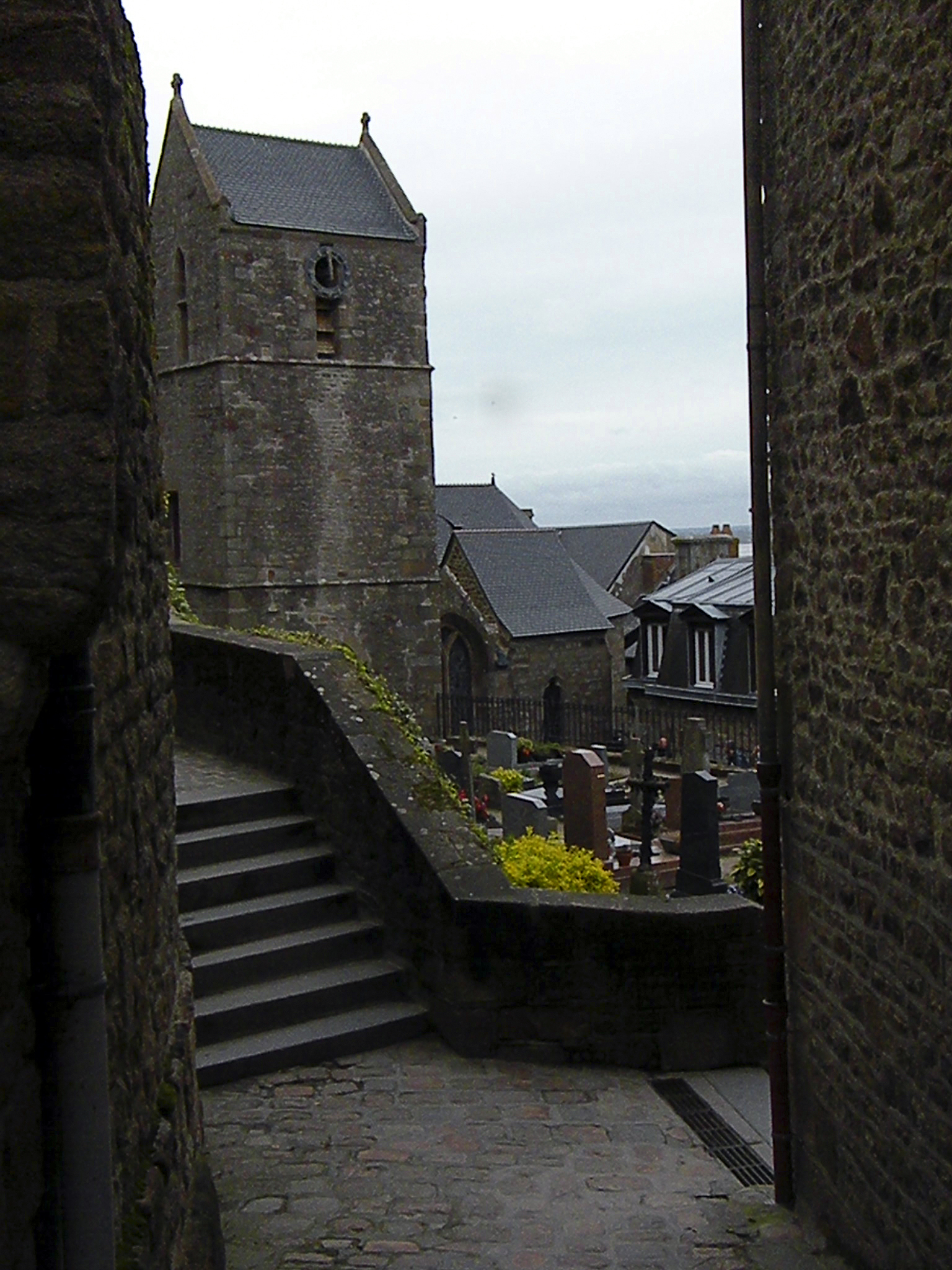
Цвинтар і церква

У 1204 році бретонці спалили поселення і частину монастирських будівель. Нинішнє поселення, що знаходиться на південному схилі може бути датоване не раніше, ніж першою половиною XIII століття. Сучасне місто розташувалося по обидва боки від єдиної дороги,

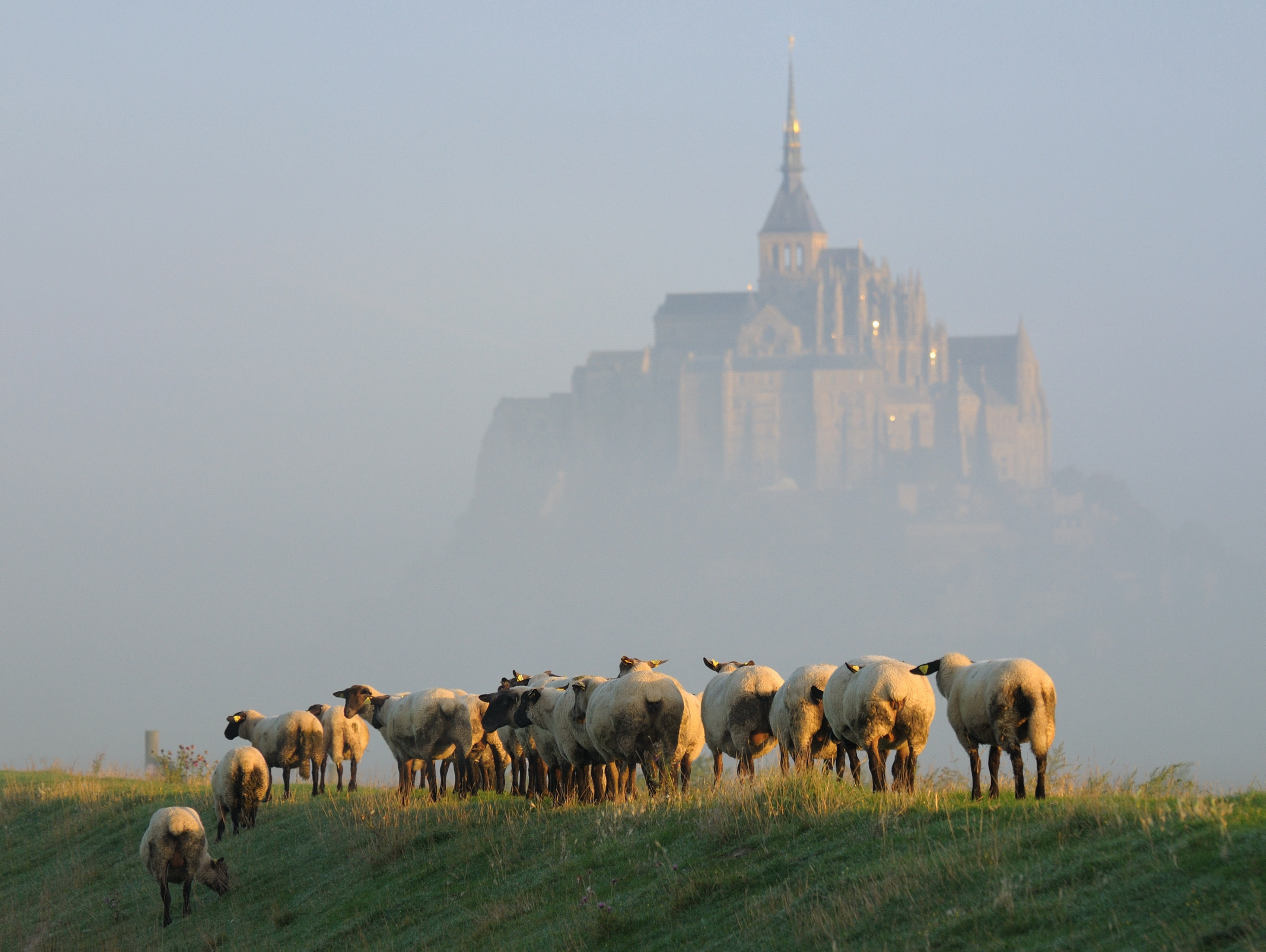
Пасуться вівці

 що піднімається до абатства по південно-східному схилу гори.
Крім участі в роботі сфери обслуговування, постійні мешканці міста (близько 30 осіб) займаються сільським господарством на звільнених, завдяки проведеним в XIX столітті меліоративним роботам, землях. Тут вирощена порода баранів, відомих особливо смачним м'ясом, що пов'язано з їх харчуванням на засолених луках [джерело не вказано 893 дні].
До Французької революції місто перебувало в адміністративному підпорядкуванні абатства, а після стало самостійним.

## Бастіони
Оборонні споруди, що були вже в XI столітті, дозволили витримати облогу 1091 року. Будівництво ґрунтовних оборонних споруд навколо абатства почалося в 1311 році. В цей же час споруджено стіну і форштадт, що знаходиться біля підніжжя гори. Потім в абатстві була побудована цистерна для зберігання води, що дало можливість витримувати тривалу облогу. Хоча у 1425 році нападникам вдалося підірвати частину укріплень, повного успіху їм не вдалося домогтися.

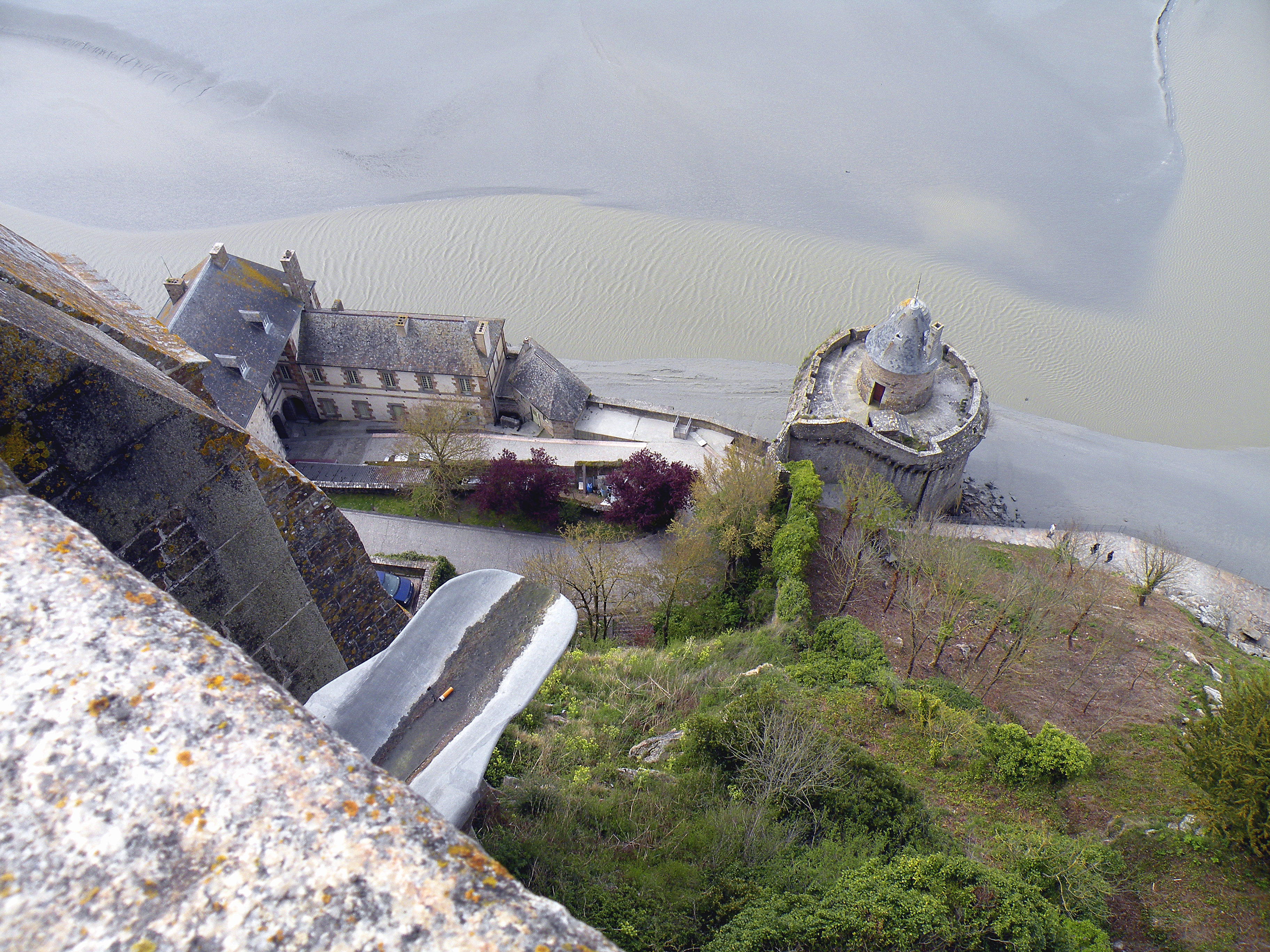
Вежа Габріель

У період Столітньої війни гору обороняли 119 лицарів. У цей час були побудовані перші бастіони. Англійцями, які намагалися безуспішно в 1434 році взяти Мон-Сен-Мішель за допомогою артилерії, були залишені бомбарди, виставлені зараз перед другими міськими воротамі. 16 червня 1450 року англійці пішли з острова Томблен, що означало перемогу обложених. Перша лінія бастіонів служить обороні міста, а друга, розташована біля підніжжя абатства, захищає сам монастир. У 1524 році для захисту входу в місто інженером Габріелем дю Пуі була побудована башта «Габріель», що забезпечувала великий сектор обстрілу. Після втрати горою військового значення башту  деякий час використовували як вітряк.

## Мон-Сен-Мішель у мистецтві
Мон-Сен-Мішель часто згадується в літературних творах (від легенд про короля Артура і віршів до сучасних романів), а також служить фоном для безлічі фільмів та кліпів, включаючи «До чуду» Терренса Маліка (2012).

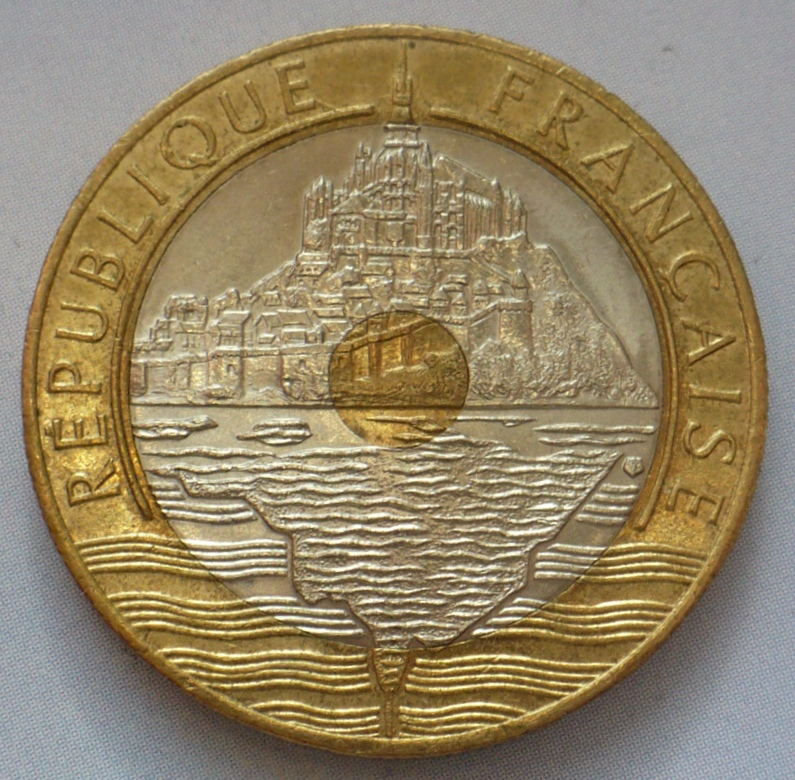
На монеті 20 франків

## Галерея зображень

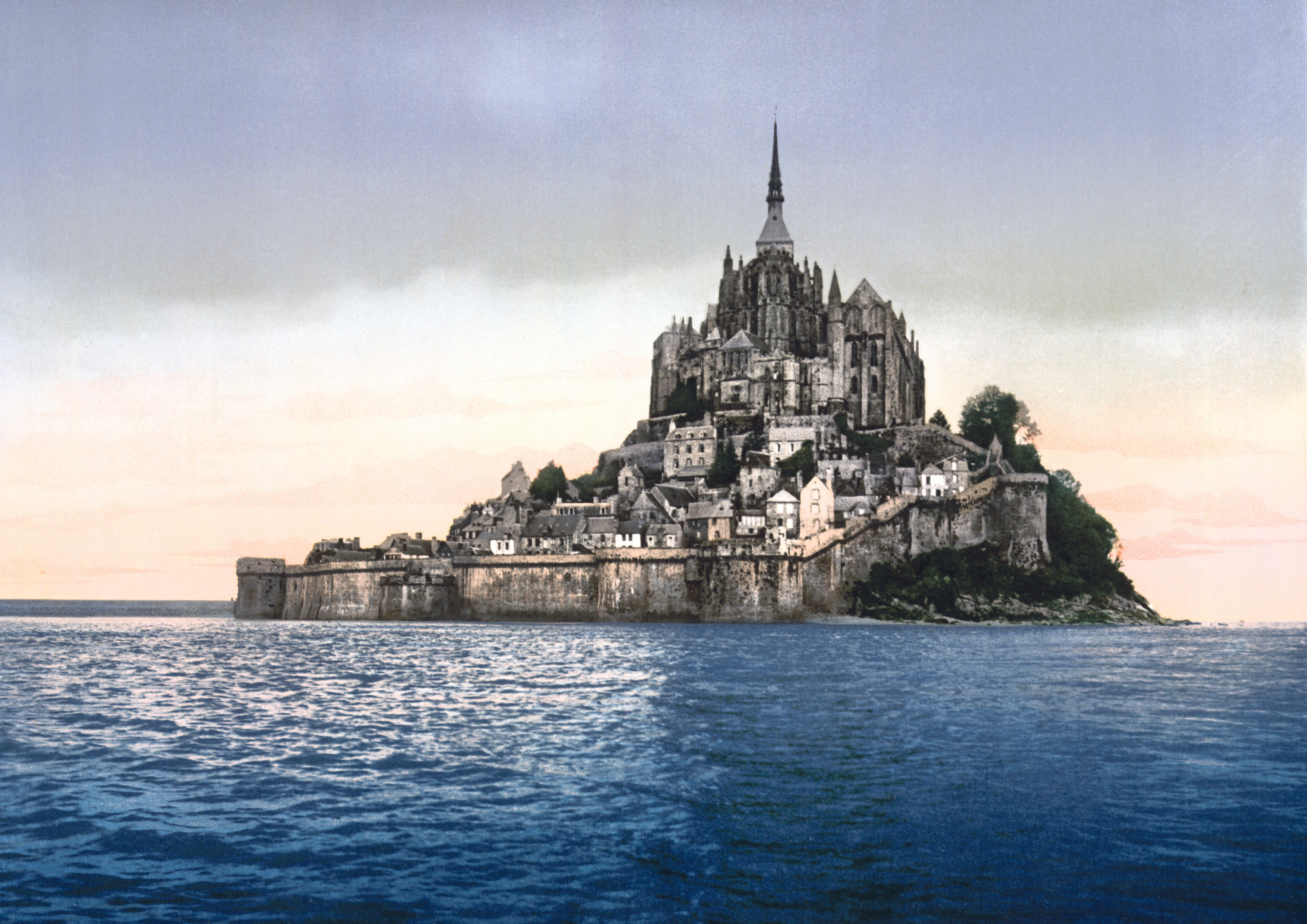
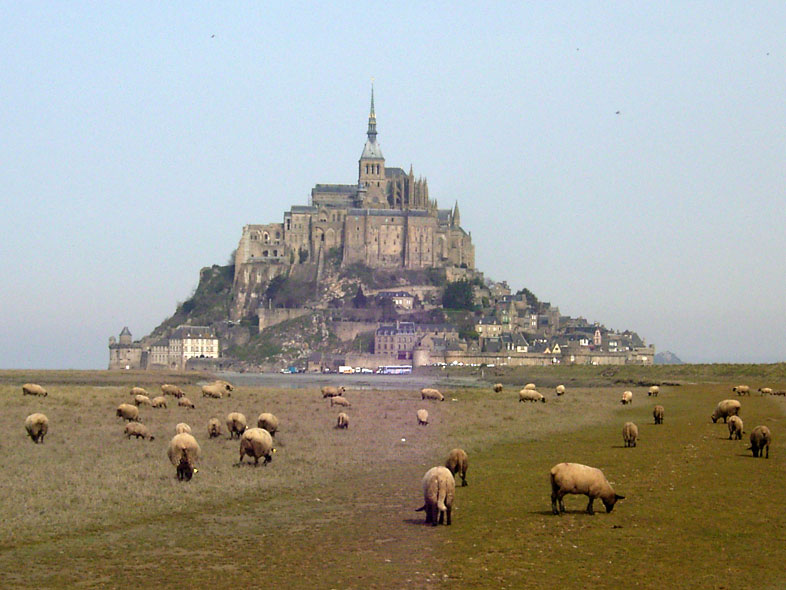
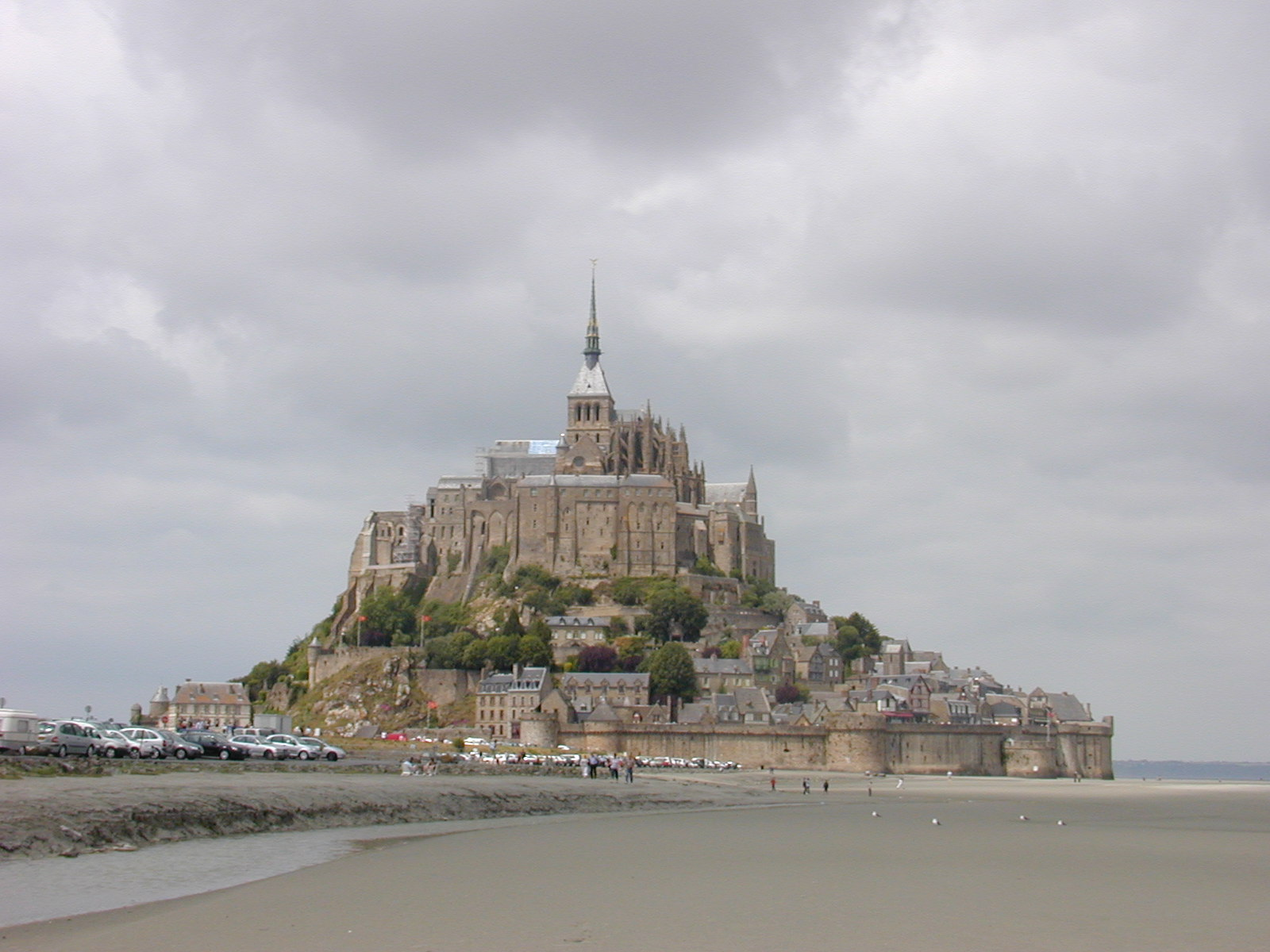
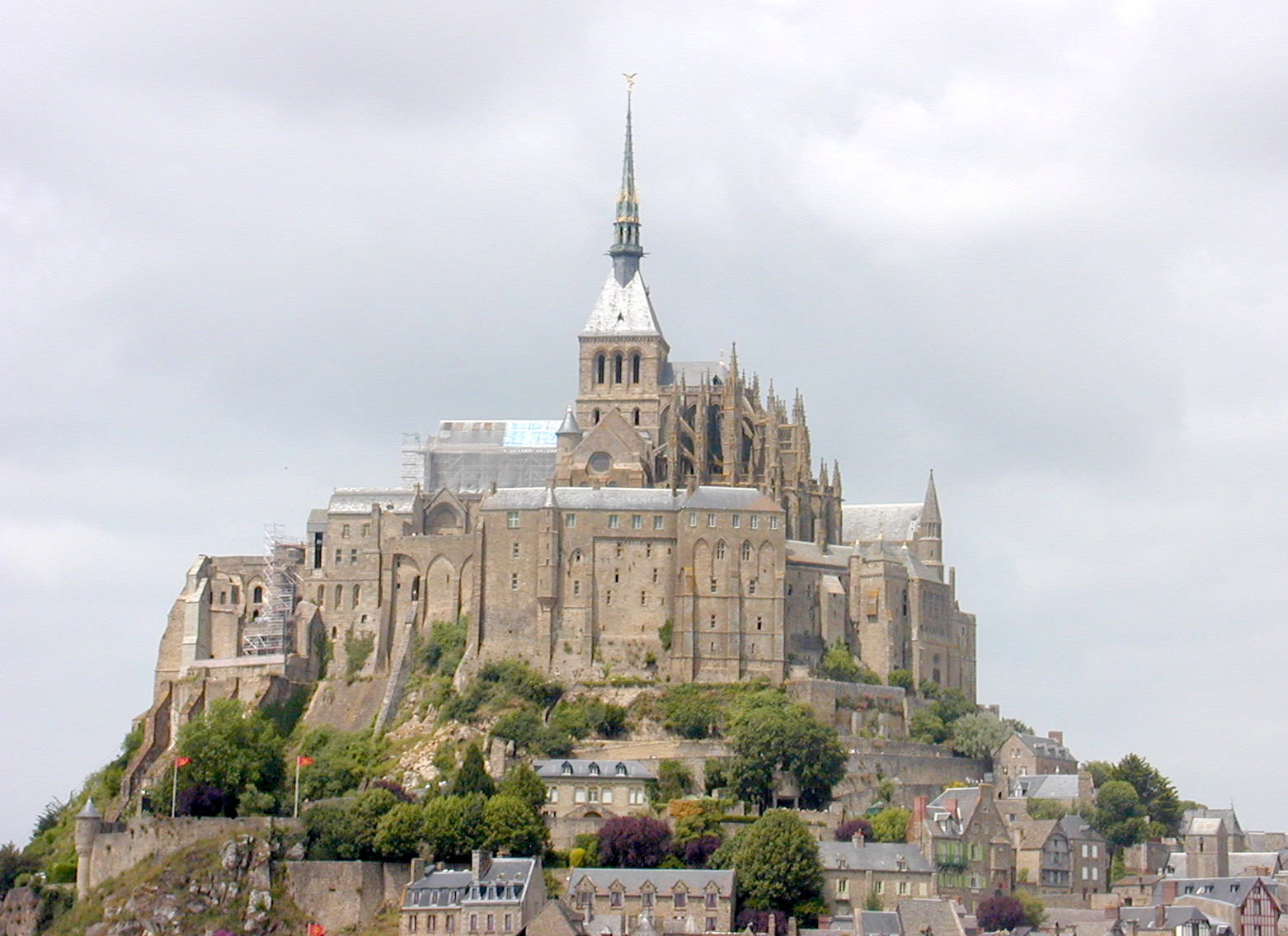
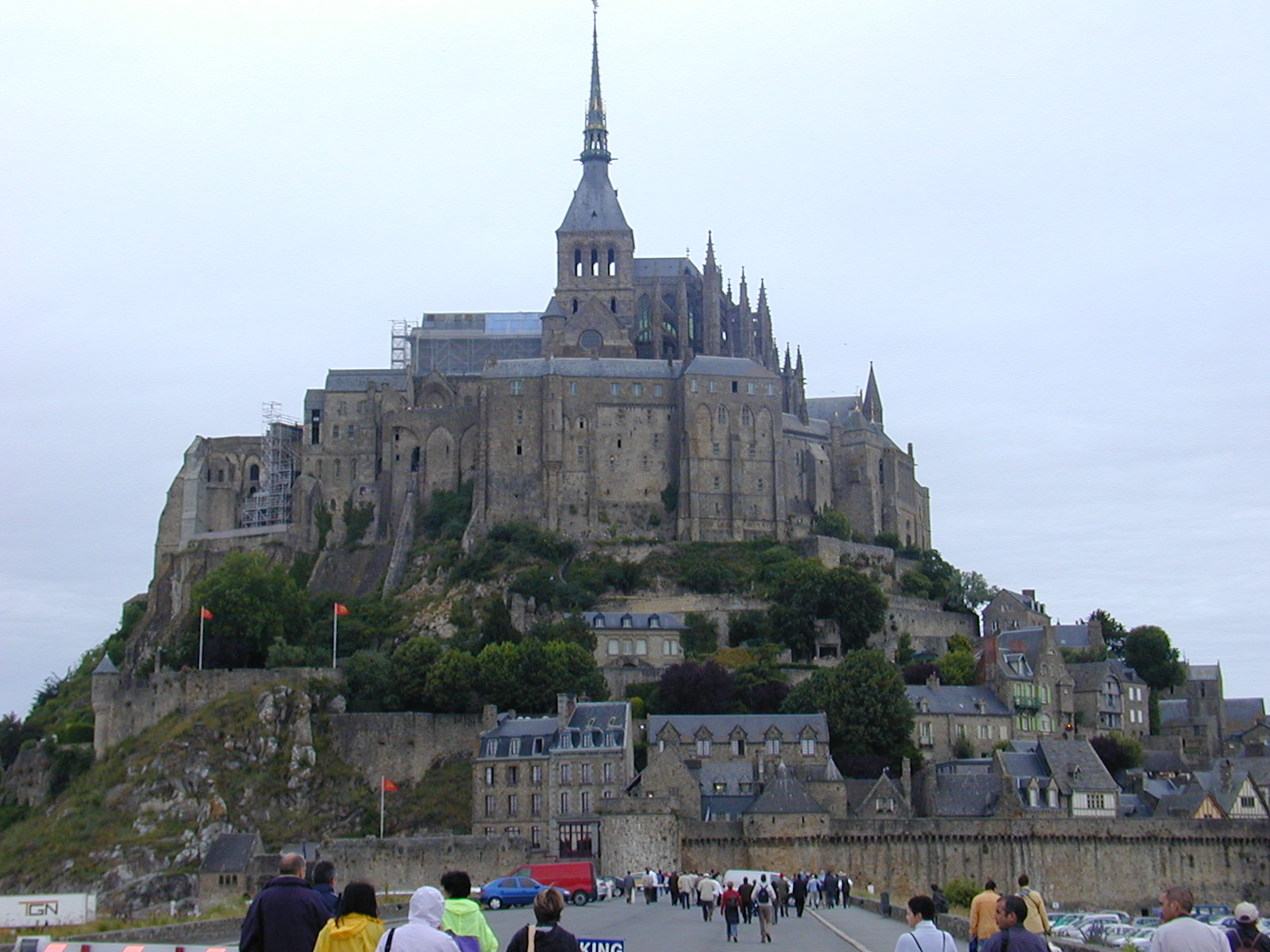
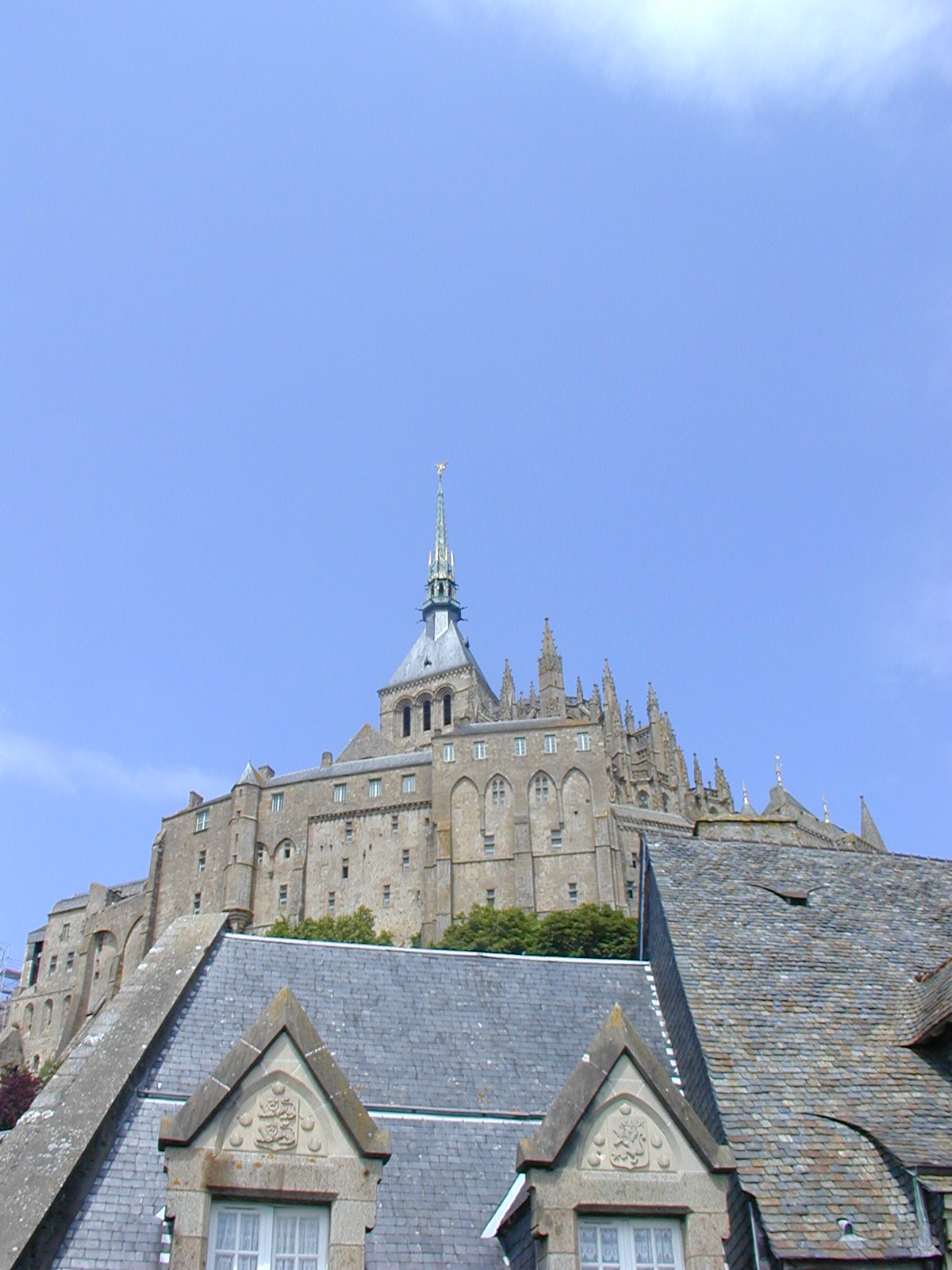
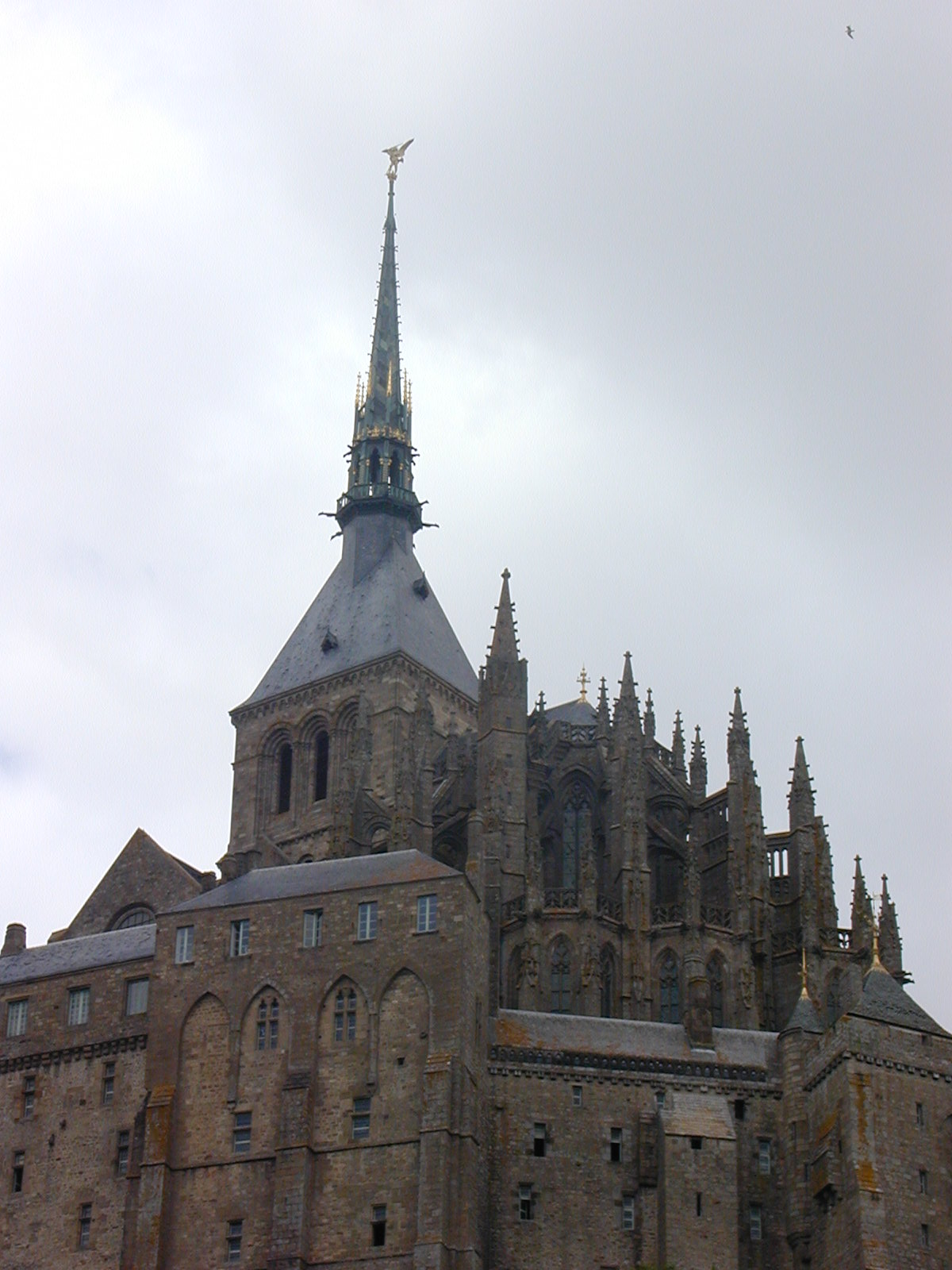
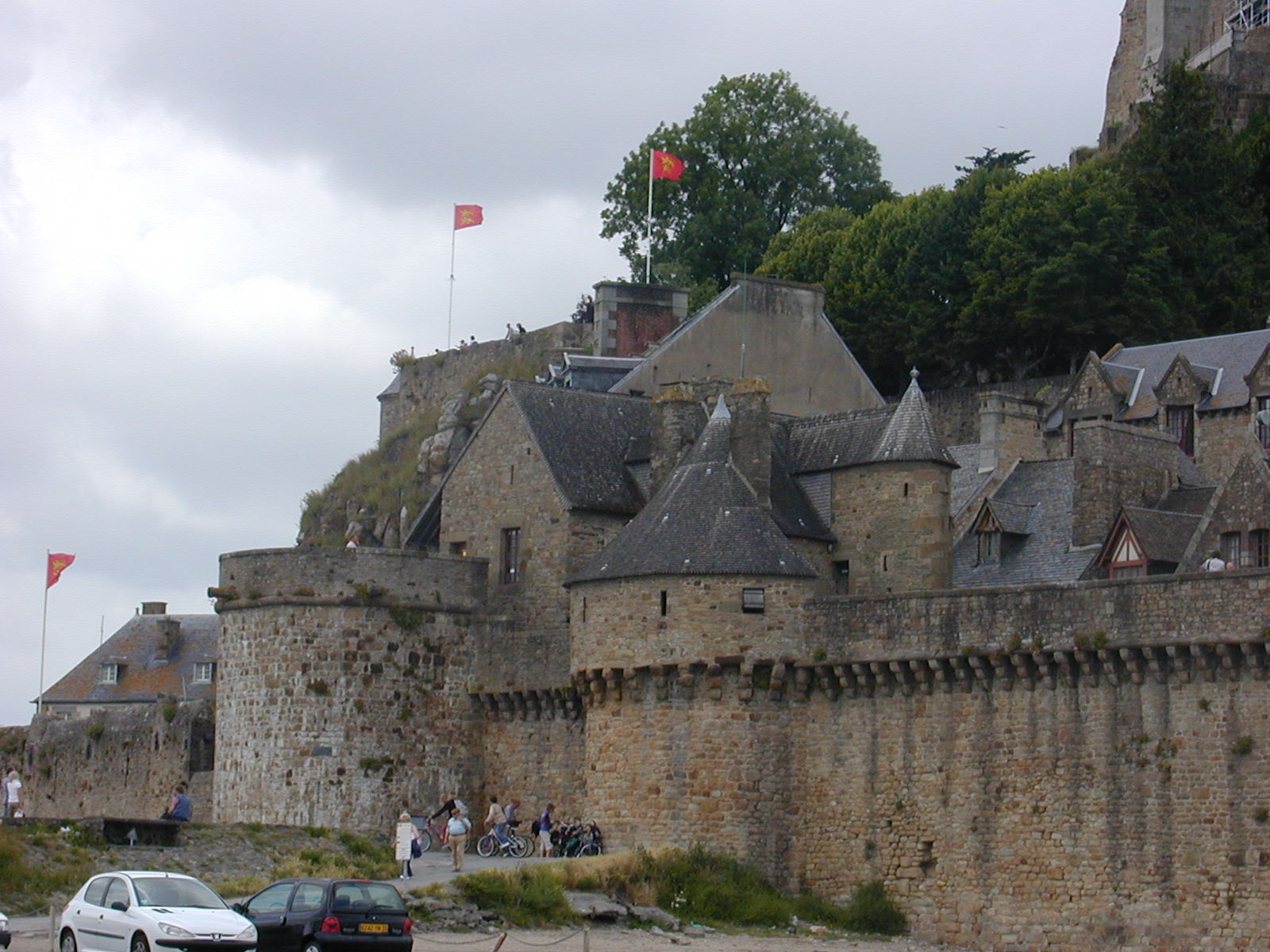
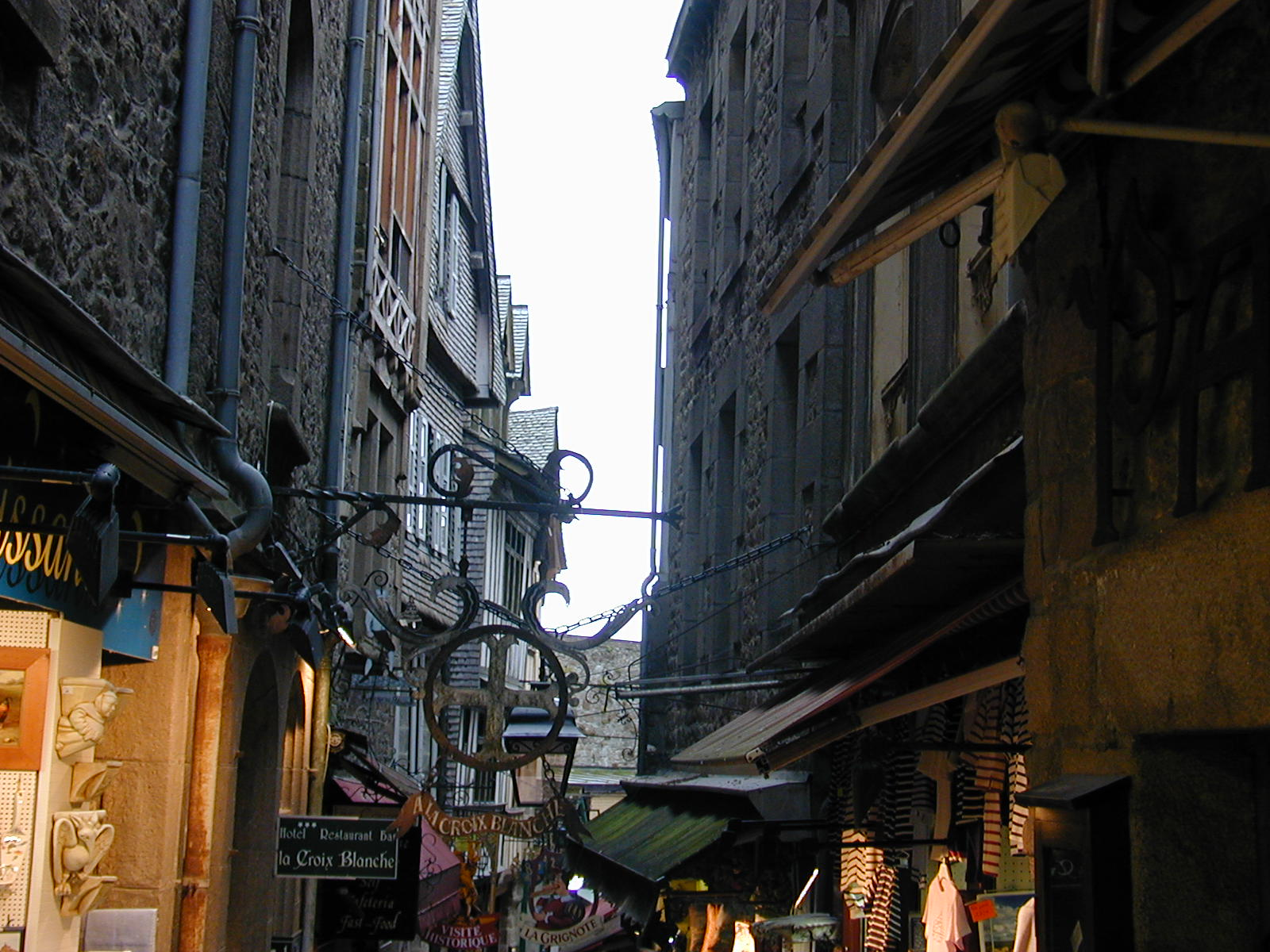
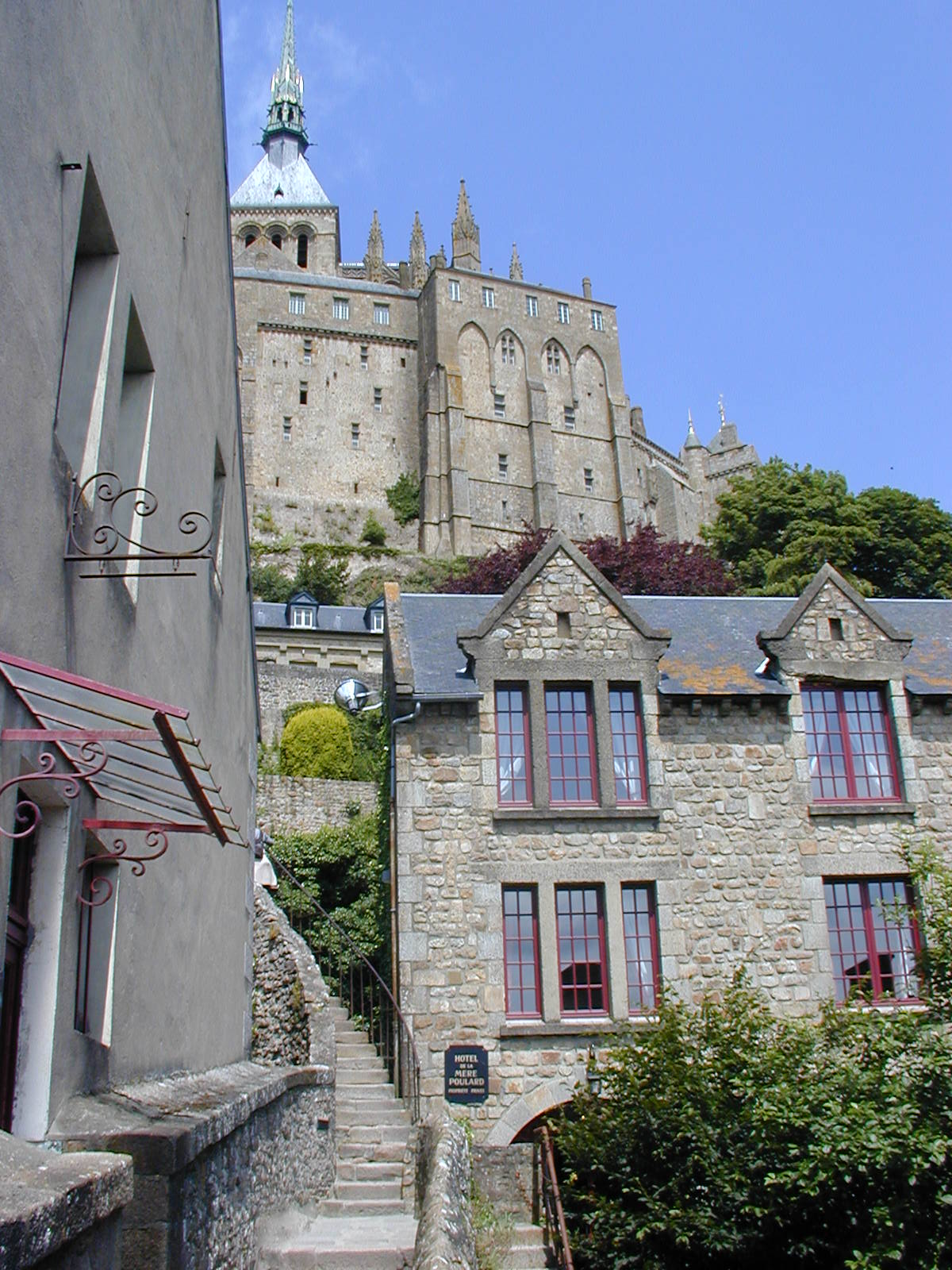
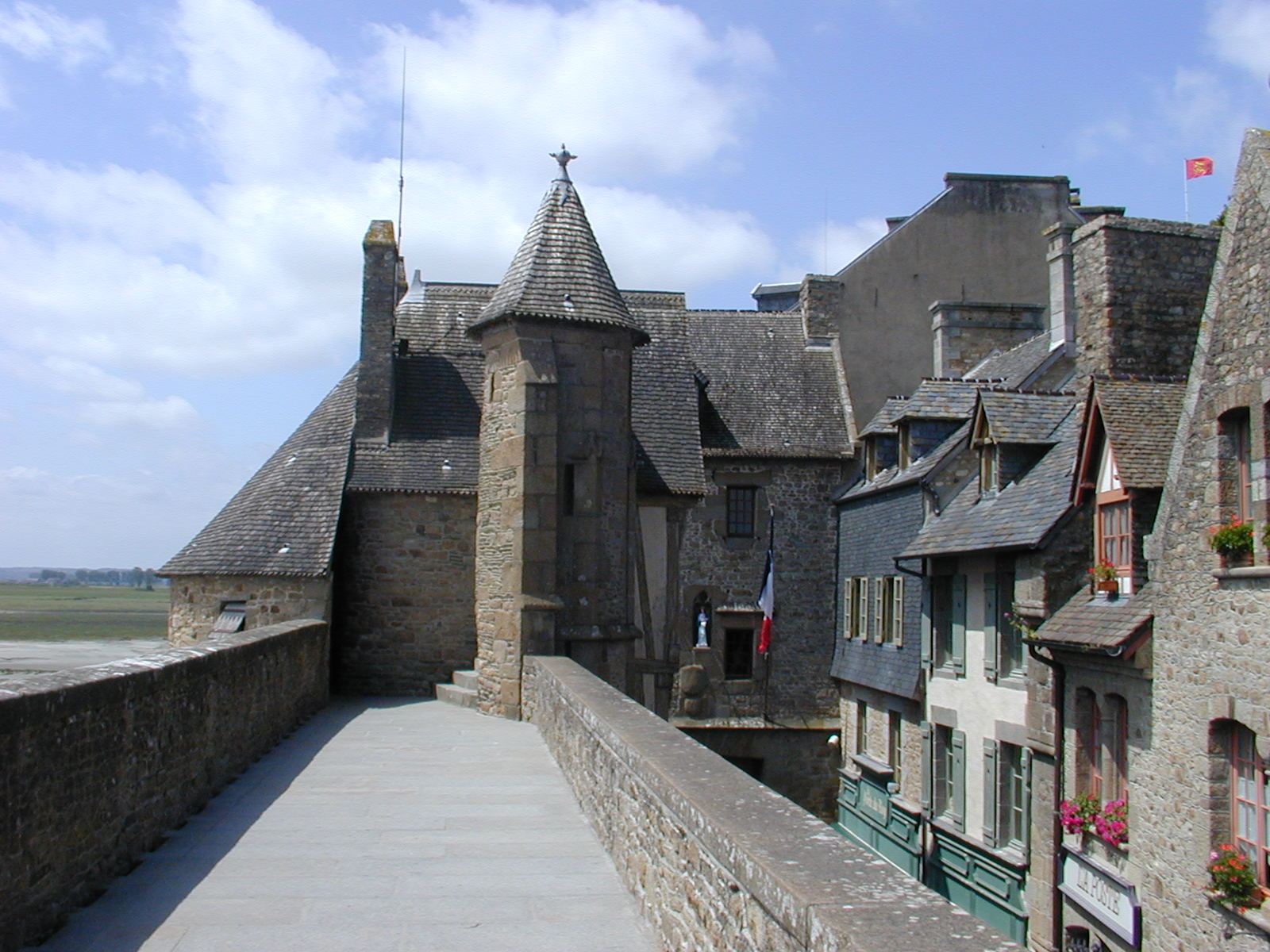
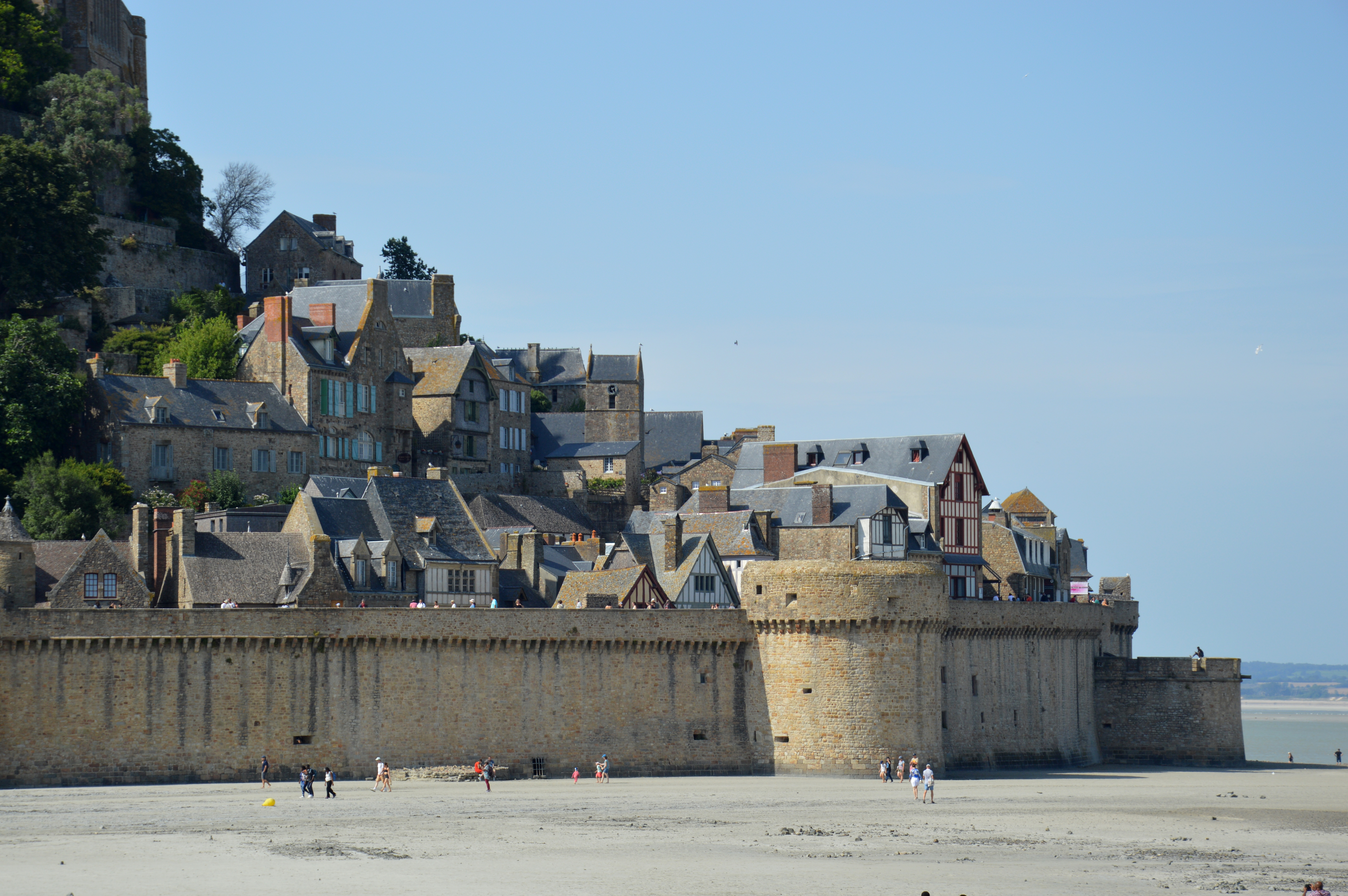
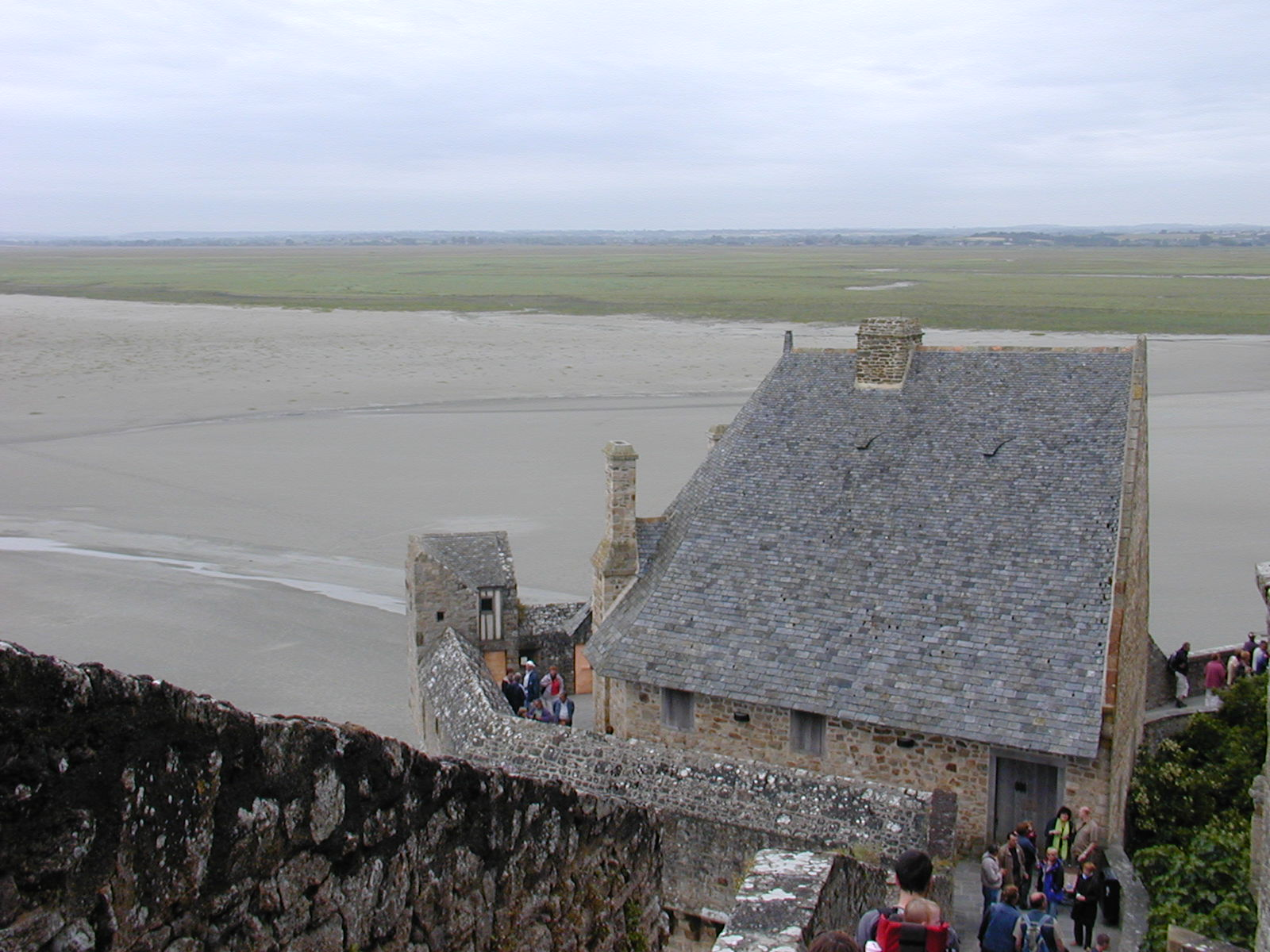
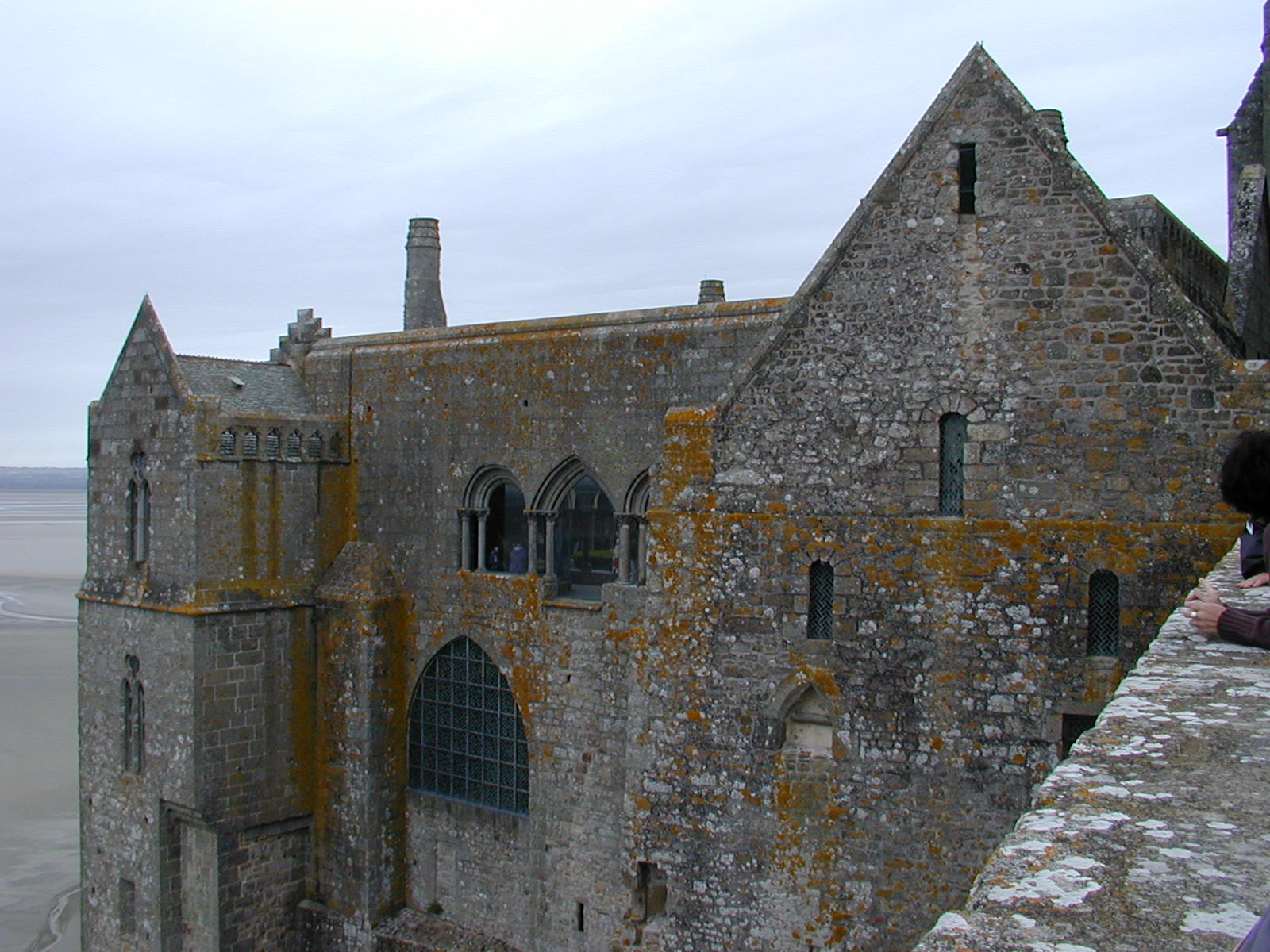
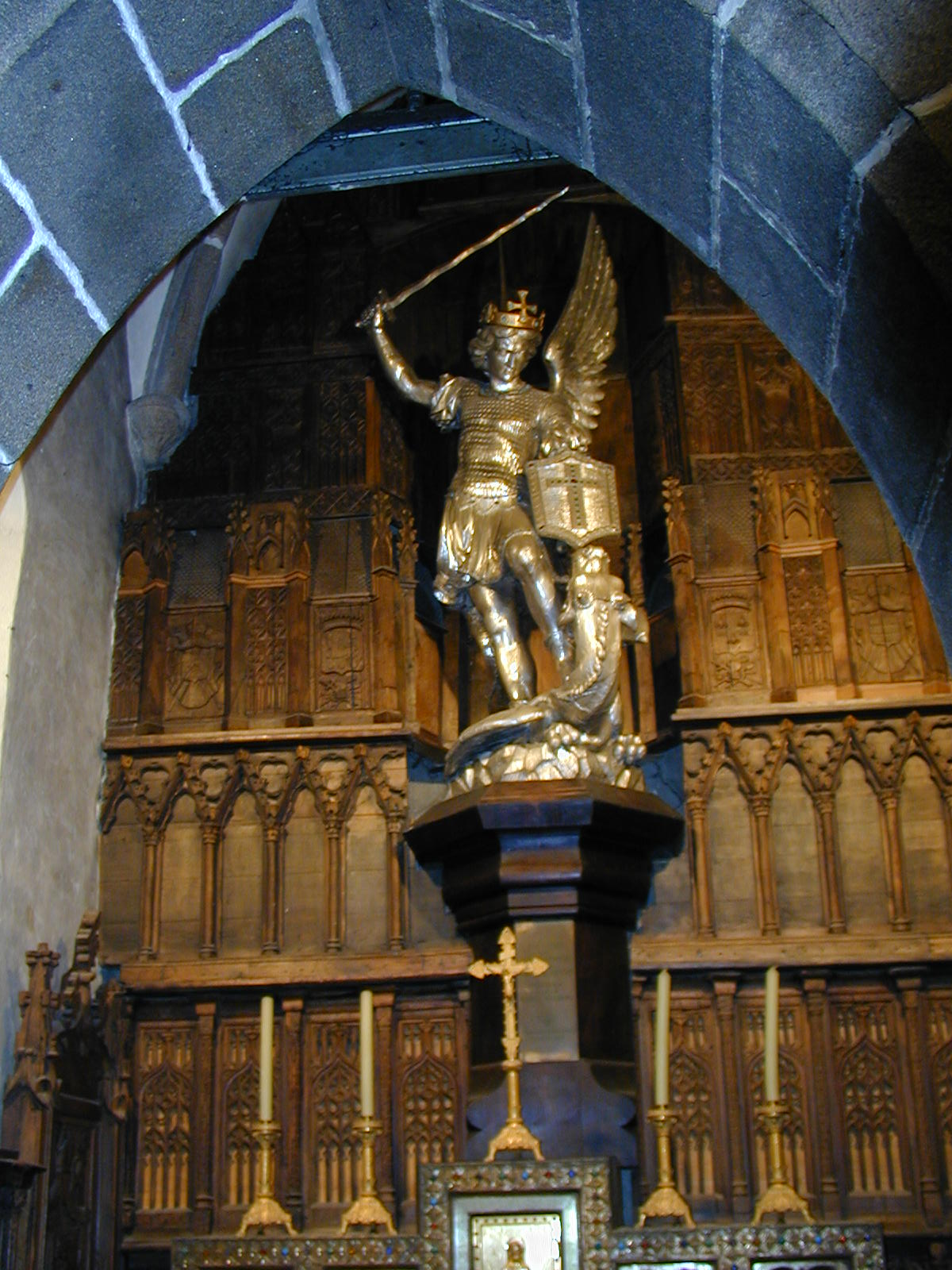
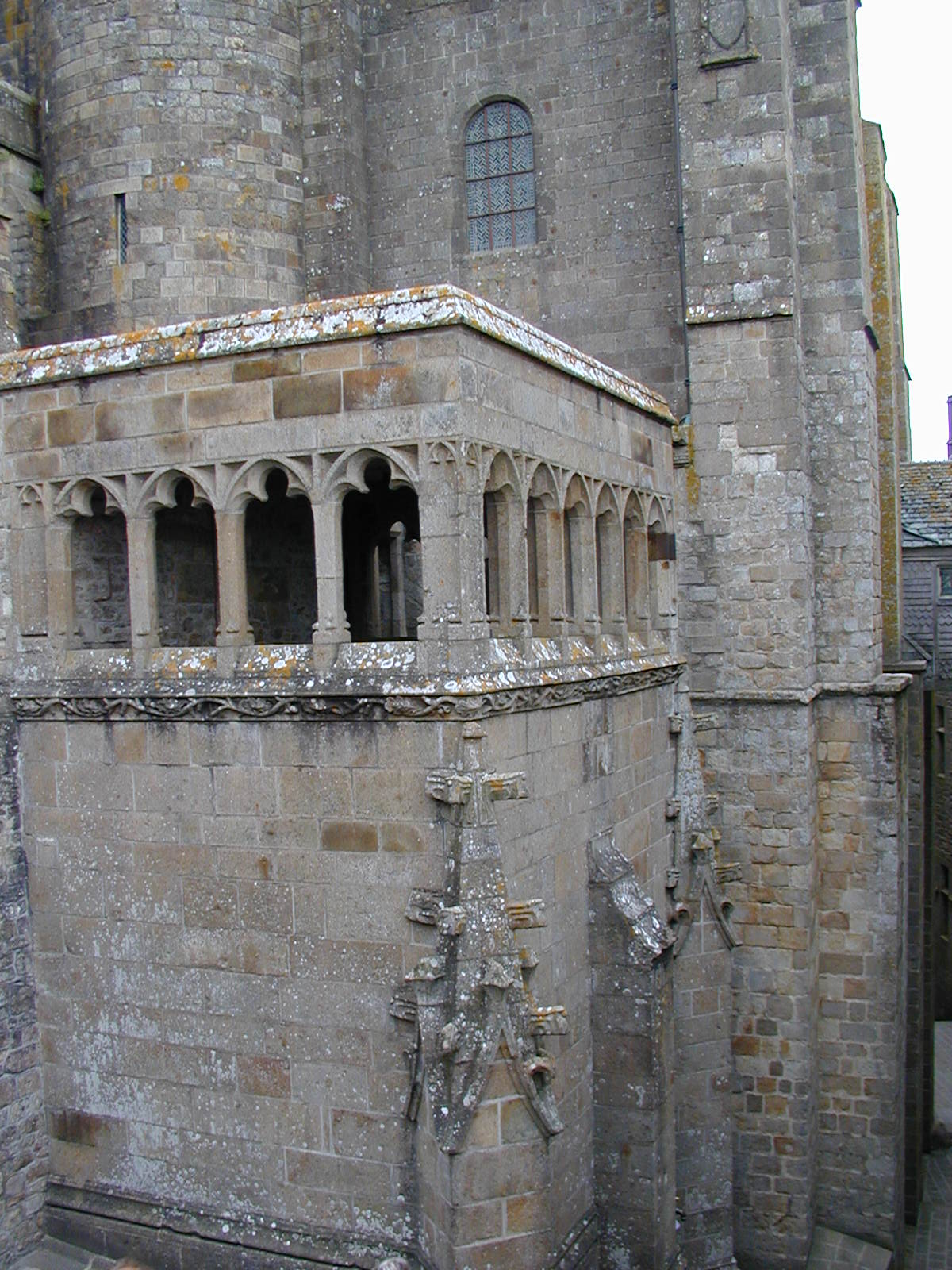
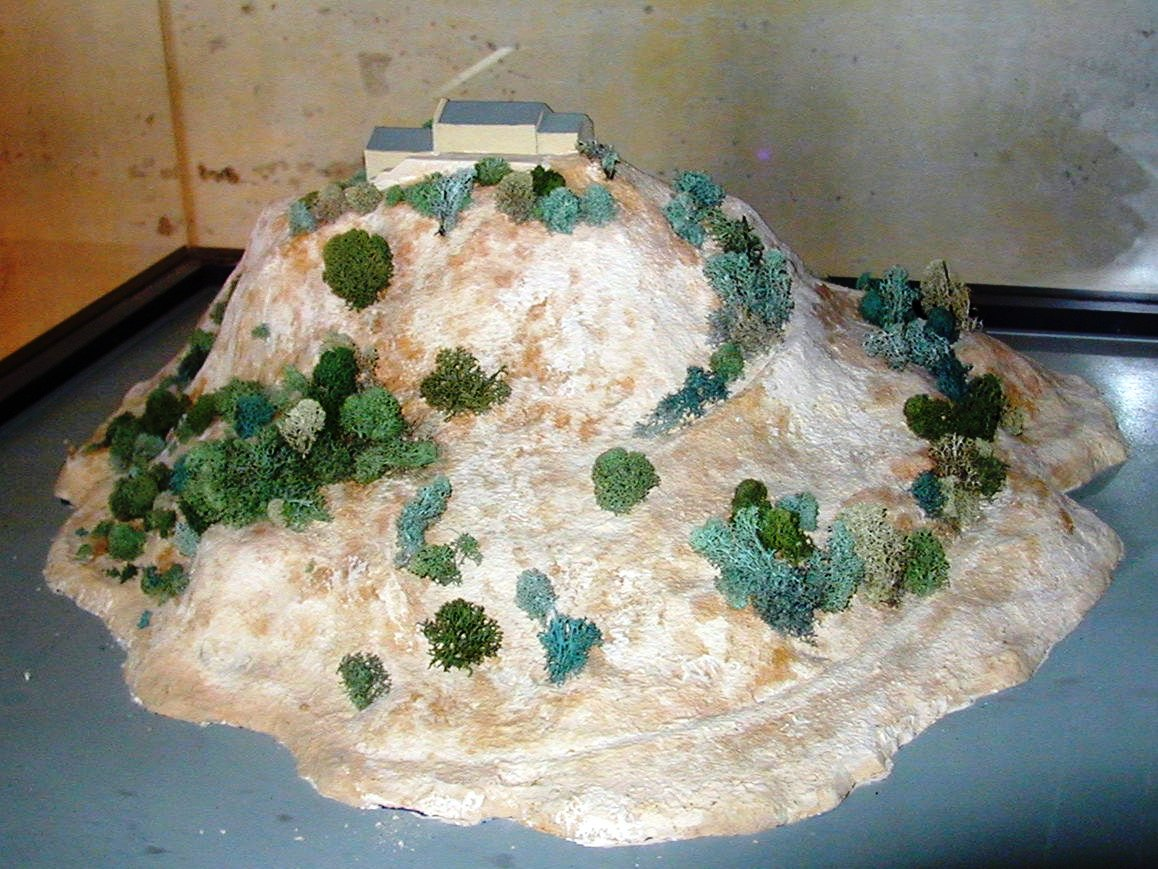
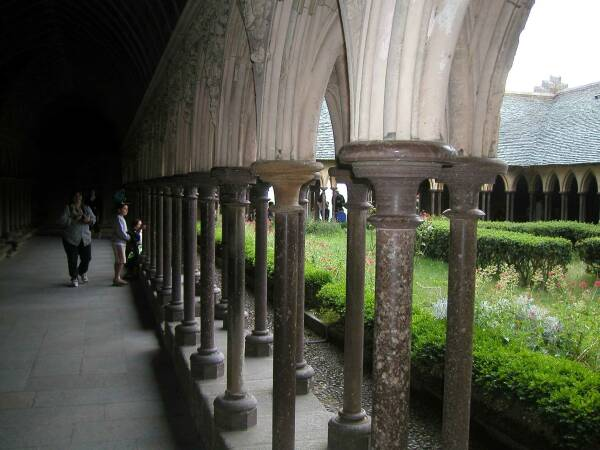
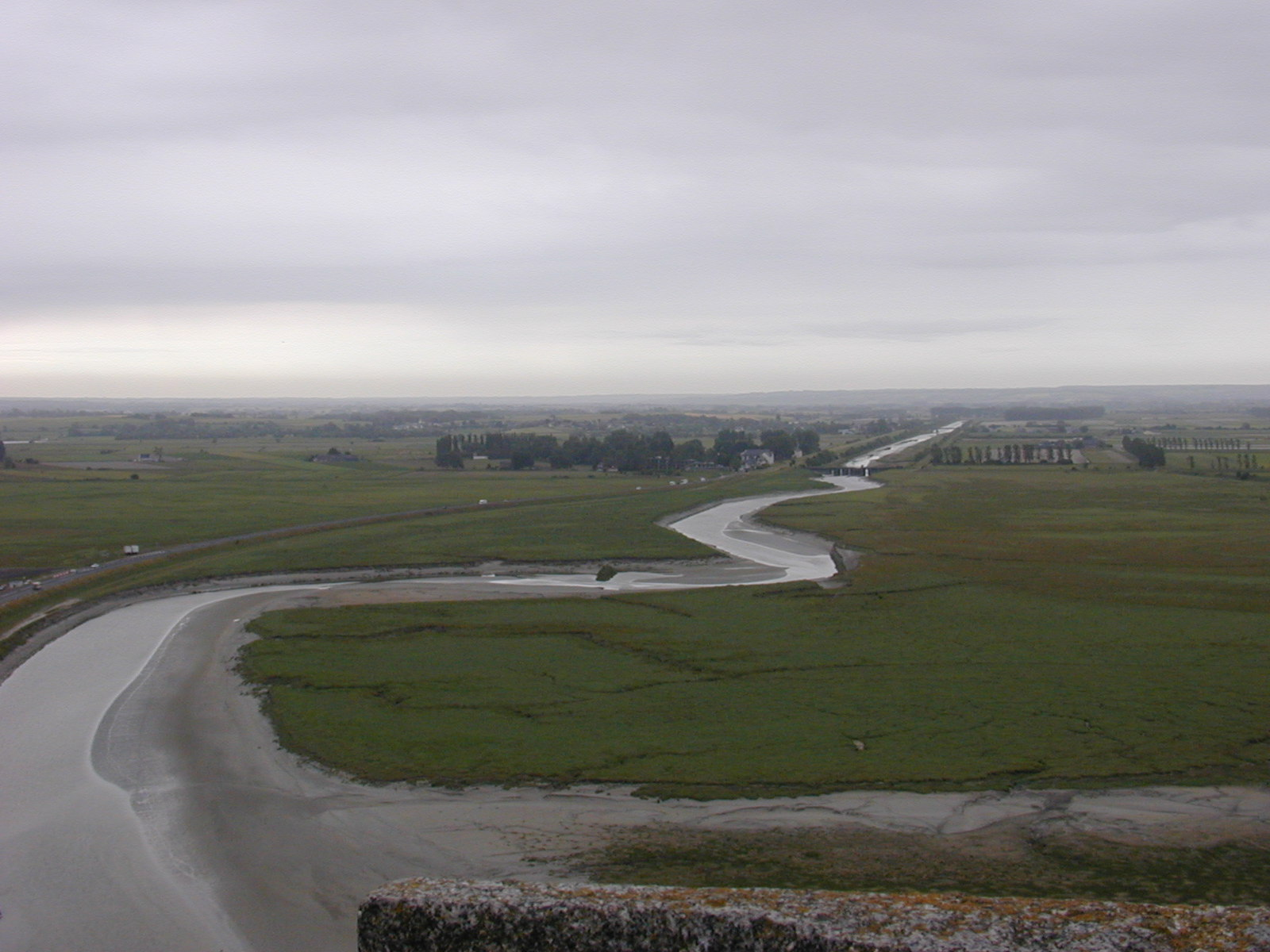
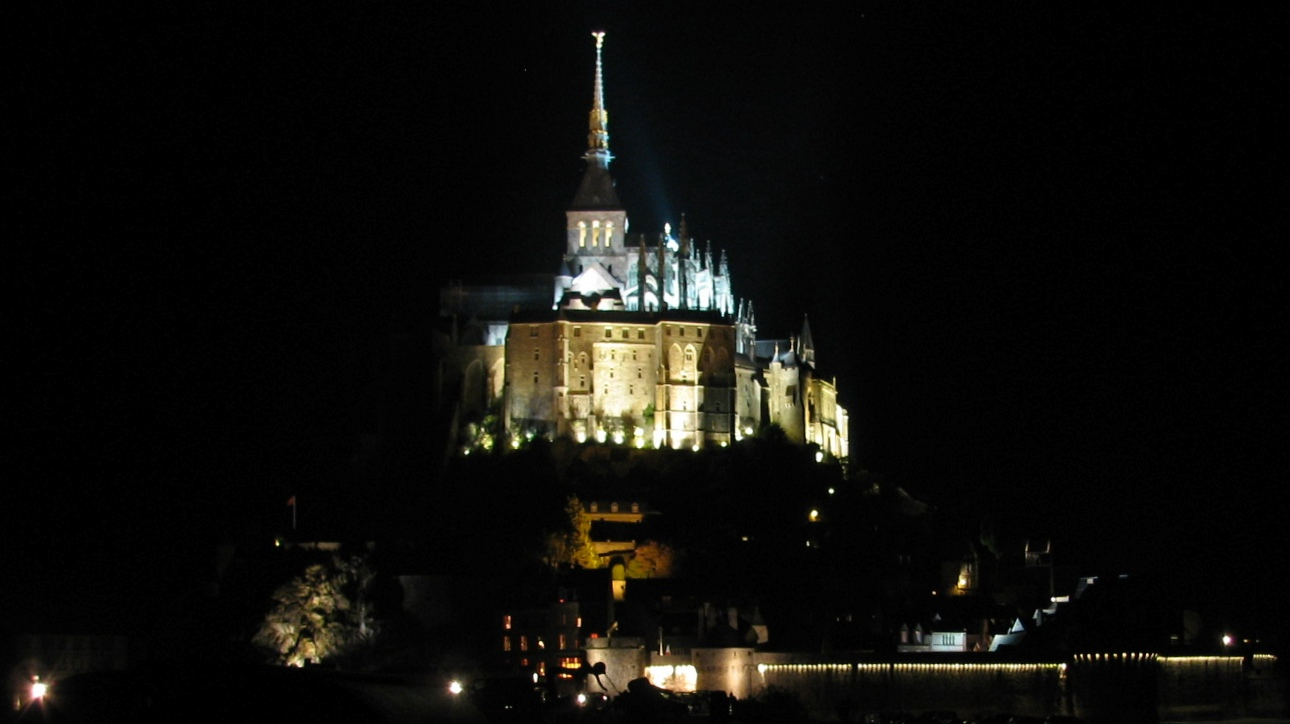
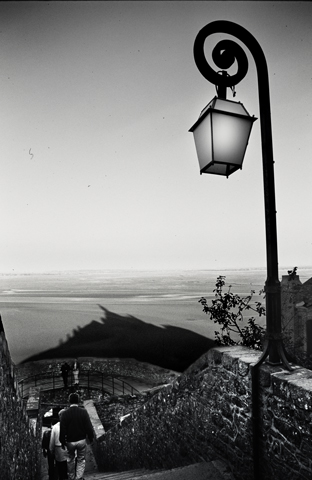